# Michel Temer
Michel Miguel Elias Temer Lulia GCC • GCMM • GOIH (Tietê, 23 de setembro de 1940) é um advogado, professor, escritor e político libano-brasileiro, filiado ao Movimento Democrático Brasileiro (MDB). Foi o 37.º presidente do Brasil de 31 de agosto de 2016 a 1° de janeiro de 2019, empossado após o impeachment de Dilma Rousseff.  Anteriormente, foi o 24.º vice-presidente do Brasil, entre 1° de janeiro de 2011 e 31 de agosto de 2016, sendo o terceiro vice-presidente membro do MDB que chegou à presidência da República pela linha sucessória, após José Sarney e Itamar Franco. Exerceu também os cargos de deputado federal, presidente da Câmara dos Deputados, secretário da Segurança Pública de São Paulo e procurador-geral do mesmo estado.
Filho de imigrantes libaneses que chegaram ao Brasil na década de 1920, Temer nasceu e foi criado no interior paulista. Em 1963, graduou-se em Direito pela Universidade de São Paulo (USP), onde atuou ativamente na política estudantil. Ao longo da década de 1960, trabalhou como advogado trabalhista, como oficial de gabinete de José Carlos de Ataliba Nogueira e num escritório de advocacia. Também lecionou na Pontifícia Universidade Católica de São Paulo (PUC-SP) e na Faculdade de Direito de Itu (FADITU). Em 1974, concluiu um doutorado em direito público na PUC-SP.
Em 1970, Temer começou a trabalhar como procurador do Estado de São Paulo, cargo pelo qual se aposentou em 1999. Em 1978, tornou-se procurador-chefe da Empresa Municipal de Urbanização de São Paulo. No mesmo período em que era servidor público, trabalhou em escritórios de advocacia. Em 1981, filiou-se ao MDB. Em 1983, foi nomeado pelo governador Franco Montoro para a Procuradoria-Geral do Estado, permanecendo neste cargo até 1984, quando assumiu a secretaria de Segurança Pública. Em 1986, candidatou-se a deputado federal constituinte, mas obteve a suplência. Temer acabou tornando-se deputado no decorrer da Assembleia Nacional Constituinte. Em 1990, concorreu a deputado federal, mas novamente atingiu a suplência, assumindo o cargo posteriormente em 1994. Voltou a comandar a Procuradoria-Geral do Estado durante o governo de Fleury Filho, e, poucos dias após o Massacre do Carandiru, foi nomeado secretário de Segurança Pública.
Em 1995, Temer foi escolhido para liderar o MDB na Câmara. Contando com o apoio do governo Fernando Henrique, foi eleito presidente da Câmara dos Deputados duas vezes. Em 2001, foi eleito Presidente Nacional do partido. No segundo mandato de Lula, conseguiu, com êxito, tornar seu partido parte da base governista, o que não havia conseguido no primeiro mandato do petista. Em 2009, com o apoio do governo, foi eleito para a presidência da Câmara. Na disputa presidencial de 2010, apesar de não ser o nome preferido dos governistas, conseguiu ser escolhido para candidato a vice de Dilma Rousseff. Com a vitória de ambos, foi empossado Vice-Presidente da República em janeiro de 2011. No primeiro mandato, foi considerado por si próprio e pelo partido como um "vice decorativo." No segundo, ganhou mais poder ao comandar a articulação política. Após desentendimentos públicos com a Presidente, Temer articulou pessoalmente o apoio ao afastamento de Dilma. Com o impeachment da presidente em 31 de agosto de 2016, assumiu definitivamente as atribuições presidenciais, estabelecendo como prioridade o combate à crise econômica de 2014.

## Início de vida e educação
Michel Temer nasceu em 23 de setembro de 1940 em Tietê, interior do estado de São Paulo, e foi criado em um ambiente rural. Filho de Nakhoul "Miguel" Elias Temer Lulia e Marchi Barbar Lulia, é o mais jovem de oito irmãos. Embora originários de um vilarejo de religião predominante greco-ortodoxa, a família Temer professava o credo maronita em comunhão com a Igreja Católica Apostólica Romana.
Seus pais e três irmãos mais velhos deixaram Betabura (Btaaboura), distrito de Koura, no norte do Grande Líbano, em 1925, e mudaram-se para o Brasil para fugirem dos problemas do pós-Primeira Guerra Mundial. No novo país, seu pai comprou uma chácara em Tietê e instalou uma máquina de beneficiamento de arroz e café, que rapidamente possibilitou a ascensão econômica da família. Os costumes da região originária de sua família sempre estiveram presentes em sua vida. Temer não domina a língua árabe, mas consegue compreender o assunto de uma conversa nesse idioma. No decorrer de sua vida, visitou duas vezes a cidade natal de seus pais; a principal rua de Btaaboura chamava-se "Michel Tamer (sic), vice-presidente do Brasil". A partir do Impeachment de Dilma Rousseff passou-se a chamar "Michel Tamer (sic), presidente do Brasil".
Durante a infância, Temer sonhava em ser pianista, o que não pôde ser possível por não haver professores em sua cidade. Na adolescência, desejava ser escritor. Após ficar em recuperação nas disciplinas de química e física em seu primeiro ano de colegial, desistiu do "curso científico", que priorizava ciências exatas e biológicas. Em 1957, mudou-se para a cidade de São Paulo para concluir o colegial do "estilo clássico", formado principalmente por disciplinas das áreas de humanas e letras.
Em 1959, seguindo os passos de quatro irmãos mais velhos, ingressou na Faculdade de Direito da Universidade de São Paulo. Em seu ano de calouro, envolveu-se com a política estudantil ao tornar-se o segundo-tesoureiro do Centro Acadêmico (CA) XI de Agosto. No ano de 1962, concorreu à presidência do CA, mas foi derrotado por uma diferença de 82 votos. Um ano depois, graduou-se em direito pela USP. Temer manteve-se neutro diante do golpe de 1964, e, com o início da ditadura, afastou-se do movimento estudantil. Mais tarde, em relação ao seus anos como estudante na USP, declarou: "Confesso que durante a faculdade fiz muita política universitária, então embora estudasse, sobrava pouco tempo para estudar para não ser reprovado."
Em 1974, concluiu doutorado em direito público na Pontifícia Universidade Católica de São Paulo (PUC-SP). Nesta especialização, foi orientado pelo professor de direito administrativo Celso Antônio Bandeira de Mello e sua tese virou seu primeiro livro: Território Federal nas Constituições Brasileiras, publicado pela Revista dos Tribunais.

## Carreira acadêmica

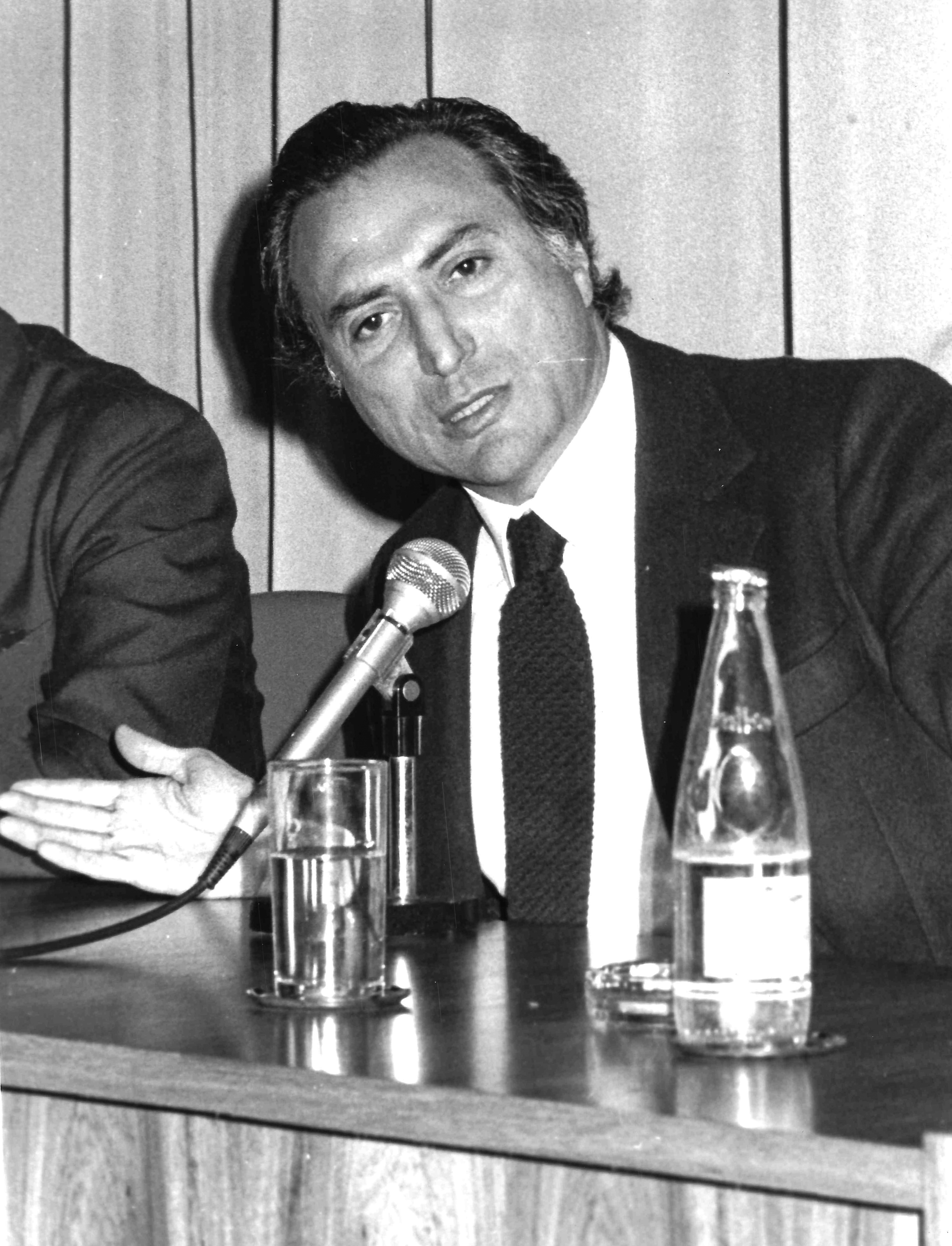
Michel Temer discursando

Em 1968, Temer passou a ministrar aulas de direito constitucional na Pontifícia Universidade Católica de São Paulo, onde deu aulas de direito civil e foi diretor do departamento de pós-graduação Temer também foi diretor do Instituto Brasileiro de Direito Constitucional e membro do Instituto Ibero-Americano de Direito Constitucional.
Em agosto de 1969, Temer começou a trabalhar na Faculdade de Direito de Itu (FADITU) como assistente do professor Geraldo Ataliba. Pouco tempo depois, assumiu como titular da cadeira de direito constitucional. Temer também foi vice-diretor (entre 1975 e 1977) e diretor (entre 1977 e 1980) na FADITU. Ele trabalhou neste educandário até 1984.
Como professor, Temer costumava afirmar nos primeiros dias de aula que todos os seus alunos estavam aprovados: "Sou pago pra dar aulas e vocês pagam para que eu dê aulas, então quem tem que exigir minha presença são vocês. Se vocês não vierem à aula eu saio mais cedo e vou para o meu escritório trabalhar. Não passo lista de frequência e vocês estão todos aprovados desde já. Quem vai reprovar é a vida", dizia.

### Publicações
Temer publicou quatro obras principais e relacionadas as áreas jurídica e política. A mais famosa delas, Elementos de Direito Constitucional, foi publicado em 1982 e vendeu mais de 240 mil cópias. O livro, de linguagem simples e que encontra-se em sua 24.ª edição, foca na organização do Estado brasileiro, priorizando explicações sobre o funcionamento dos três poderes constituídos. A obra divide opiniões: enquanto alguns elogiaram sua escrita clara sem muito "juridiquês", outros a consideraram muito superficial. Outra obra é Território Federal nas Constituições Brasileiras, lançada em 1976.
Em 1994, Temer publicou o livro Constituição e Política, que aborda direito público e constitucional. Seu livro Democracia e Cidadania, publicado em 2006, ressaltou a relevância do direito e incluiu alguns de seus discursos como deputado federal. Em suas obras, mostrou-se simpatizante do parlamentarismo, defensor da Constituição, favorável ao recall, diminuição da carga tributária, contrário ao intervencionismo na economia e no Poder Judiciário, e a uma reforma do sistema fiscal.
Por sua obra jurídica, Temer é um dos constitucionalistas mais citados pelo Supremo Tribunal Federal nos julgamentos em sede de controle de constitucionalidade entre os anos 1988 a 2012, conforme estudo divulgado nos sites Conjur e Migalhas.
Entretanto, considerou-se um escritor realizado apenas em 2013, quando publicou Anônima Intimidade, um livro de poemas e ficção. Os mais de 120 poemas que compõem esta obra foram escritos em guardanapos durante suas viagens aéreas entre São Paulo e Brasília. Para Temer, escrever poemas o ajudava a recuperar-se da "arena árida da política legislativa".

## Carreira jurídica

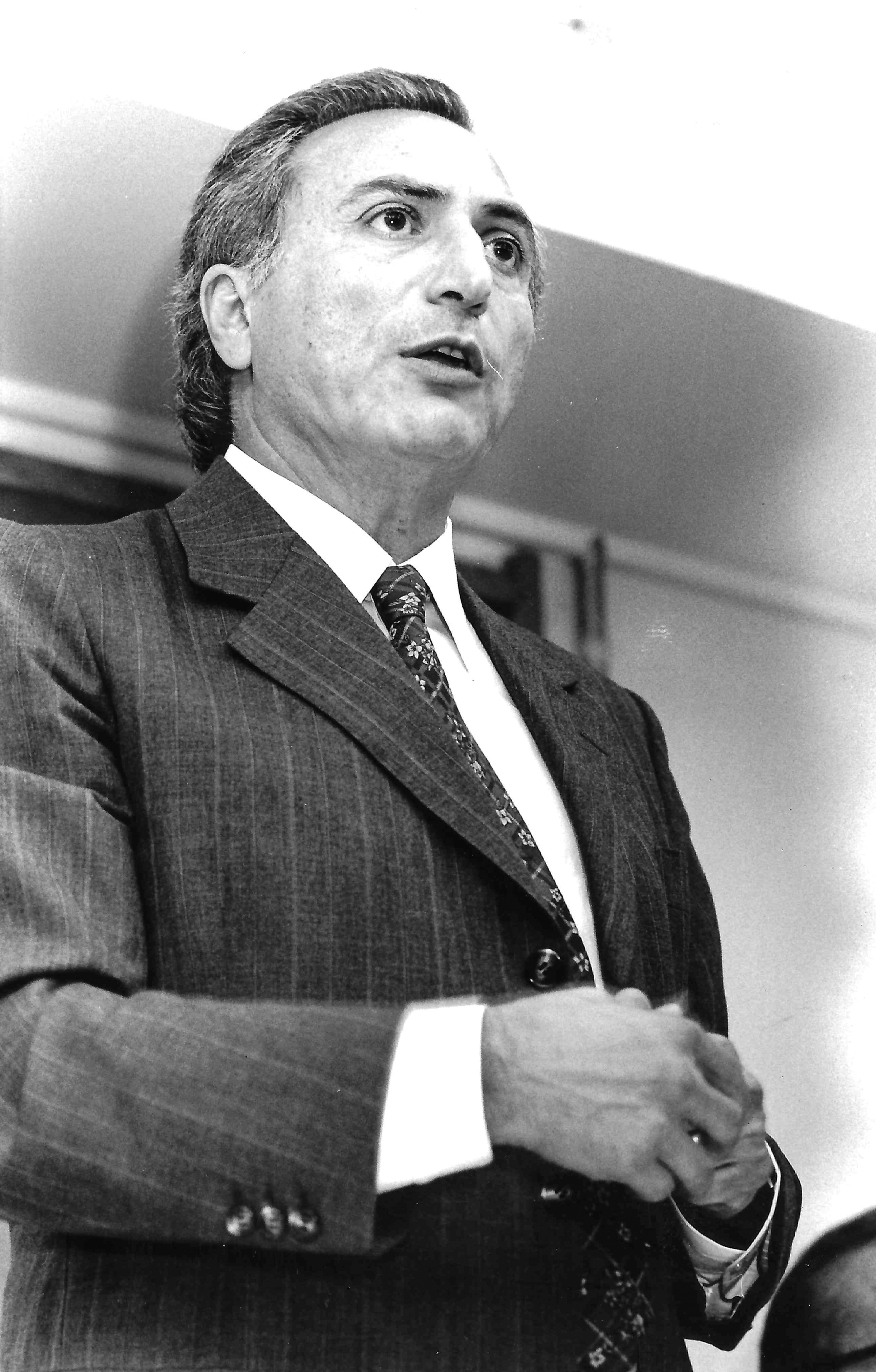
Michel Temer, em data não identificada

Após sua formatura na Universidade de São Paulo em 1963, Temer começou a trabalhar como advogado trabalhista para um sindicato de vendedores viajantes de São Paulo. Simultaneamente, trabalhou como oficial de gabinete de José Carlos de Ataliba Nogueira, seu antigo professor da USP e então Secretário da Educação de Ademar de Barros. Com os advogados Paulo de Barros Carvalho, Celso Ribeiro Bastos e José Eduardo Bandeira de Mello, Temer abriu um escritório no centro de São Paulo. Como eram advogados iniciantes, não tinham muitos clientes. Em 1969, quando os quatro foram aprovados em concursos públicos, eles fecharam o escritório.
Ao tornar-se assistente de Geraldo Ataliba na disciplina de direito constitucional na PUC-SP, começou a interessar-se por direito público e na ideia de prestar um concurso. Temer passou no concurso para o cargo de procurador do Estado de São Paulo, tomando posse em 1970 e sendo designado para a Procuradoria Administrativa, no subsetor Mandado de Segurança. Em 1978, tornou-se procurador-chefe da Empresa Municipal de Urbanização de São Paulo.
Durante o período em que era servidor público, advogou no escritório de seu irmão Fued Temer. Novamente com Celso Bastos, Temer abriu um novo escritório, que dessa vez também contava com a participação de Celso Antônio Bandeira de Mello e Geraldo Ataliba. Depois de algum tempo, Bastos foi substituído por Adilson Abreu Dallari, assistente acadêmico de Bandeira de Mello. Em 1977, eles fixaram o escritório na esquina da Avenida Paulista com a Alameda Casa Branca. No começo, embora não tivessem formalizado uma sociedade, eles dividiam o trabalho, as despesas e os lucros. Com o passar do tempo, decidiram que cada um cuidaria dos seus casos, mas mantiveram a repartição dos gastos. Temer trabalhava nas áreas cível, empresarial e trabalhista. Ele permaneceu neste escritório até meados dos anos 1980.
Aposentou-se como procurador do Estado de São Paulo em 1999.

## Carreira política
Em 1981, filiou-se ao recém-fundado Partido do Movimento Democrático Brasileiro (PMDB). Em 1983, o governador paulista André Franco Montoro, também do PMDB, o indicou para a Procuradoria-Geral do Estado, um cargo em que era responsável pela chefia de cerca de mil procuradores. Como procurador, deu fim aos recursos repetitivos da administração pública, intermediou acordos de fazendeiros e sem-terra e começou a elaboração da Lei Orgânica da Procuradoria-Geral do Estado.
Temer foi procurador até 1984, quando foi nomeado por Montoro como secretário da Segurança Pública. No comando desta pasta, criou a primeira Delegacia da Mulher do Brasil em 1985, incentivou os sistemas privados de segurança como forma de ajuda ao Estado, declarou-se favorável ao aumento do efetivo da Polícia Militar assim como à legalização do jogo do bicho, e foi o autor de uma bem-sucedida legislação que estabeleceu aposentadoria compulsória para delegados após trinta anos de serviço público, dos quais 25 deveriam ter sido dedicados ao serviço policial. O objetivo desta lei era reestruturar a polícia e afastar funcionários antigos.
Em sua gestão na secretaria, a quantidade de flagrantes contra bicheiros diminuiu. Em 1994, o chefe de Polícia durante seu mandato, Álvaro Luz, declarou à CPI do Bicho da Assembleia Legislativa que foi orientado a reprimir apenas os bicheiros que atuassem de modo "ostensivo." O deputado peemedebista Del Bosco Amaral apresentou judicialmente uma denúncia contra Temer, alegando que ele "teve apoio dos piores setores policiais, inclusive daqueles ligados ao jogo do bicho" e "não agiu com rigor contra a contravenção". Em 1986, a ação chegou ao Supremo Tribunal Federal e foi arquivada em 2006, sem que o Judiciário demonstrasse algum fundamento na acusação.

### Deputado federal constituinte e governo Fleury

Cartaz da campanha de Temer a deputado federal em 1986

Em meados do ano de 1986, saiu da secretaria de Segurança Pública para ser candidato pelo PMDB a deputado federal constituinte. Nas eleições gerais de novembro daquele ano, recebeu 43 mil votos e ficou como suplente. Em 16 de março de 1987, Temer assumiu o mandato de deputado no lugar de Antônio Tidei de Lima, que tinha se licenciado para assumir a Secretaria de Agricultura de São Paulo. Na Assembleia Nacional Constituinte de 1987, fez parte como titular da Subcomissão do Poder Judiciário e do Ministério Público, da Comissão da Organização dos Poderes e Sistema de Governo, e da Comissão de Redação.
Entre os temas debatidos na Constituinte, posicionou-se contra a pena de morte, a estabilidade no emprego, a desapropriação de propriedade produtiva, a estatização do sistema financeiro, a jornada semanal de quarenta horas, o voto aos 16 anos, a reforma agrária e o monopólio na distribuição do petróleo. Ele defendeu a legalização do aborto, o presidencialismo, a aposentadoria proporcional, o direito de greve, e o mandato de cinco anos para o presidente José Sarney. No livro Quem foi quem na Constituinte, publicado pelo Departamento Intersindical de Assessoria Parlamentar (DIAP) para medir os votos dos congressistas nas questões em que o órgão considerava como de interesse dos trabalhadores, Temer recebeu uma nota média de 2,25 (o máximo era dez).
Na Constituinte Temer também desempenhou o papel de representante dos advogados e procuradores. Nesta posição, conseguiu a aprovação do artigo 133, que dispôs que "o advogado é indispensável à administração da justiça, sendo inviolável por seus atos e manifestações no exercício da profissão, nos limites da lei." Quanto aos procuradores, atuou para separar os afazeres da Procuradoria-Geral da República, que era incumbida de defender o Poder Executivo Federal e dar pareceres. Com as alterações, a Advocacia-Geral da União ficou responsável pela defesa do Executivo, enquanto a PGR por dar pareceres.
Em 1987, Temer quase deixou o PMDB para ser fundador do Partido da Social Democracia Brasileira (PSDB). Ele tinha proximidade com fundadores do PSDB, como José Serra, FHC e Mário Covas. No entanto, decidiu permanecer no PMDB após um conselho de Montoro, que o disse: "No PSDB, a fila vai ser grande para você."
Nas eleições de 1990, candidatou-se à reeleição e recebeu 32 mil votos, obtendo novamente a suplência. Em abril de 1991, foi reconduzido ao cargo de Procurador-Geral do Estado pelo governador Fleury Filho. Em 8 de outubro de 1992, seis dias após o Massacre do Carandiru, foi nomeado por Fleury para comandar a secretaria de Segurança Pública. Temer esquivou-se quando perguntado acerca de sua avaliação do desempenho de seu antecessor no cargo, Pedro Franco de Campos, frente a matança. Ele disse que, como não tinha acompanhado os episódios na hora em que eles ocorreram, era "muito difícil avaliar a situação". Sua segunda gestão na secretaria foi voltada a acalmar os ânimos na Polícia Militar, que estava sendo criticada pelo massacre. Entre as medidas tomadas, obrigou os policiais envolvidos em confrontos resultantes em mortes a passar por tratamento psiquiátrico e impôs a realização do exame residuográfico nas mãos de criminosos mortos. No final de 1993, assumiu a secretaria de Governo, e, em 5 de abril de 1994, deixou a secretaria de Segurança Pública. Em 6 de abril de 1994, Temer voltou a ser deputado federal.

### Deputado federal (1995 a 2010)

#### Mandato de 1995 a 1997

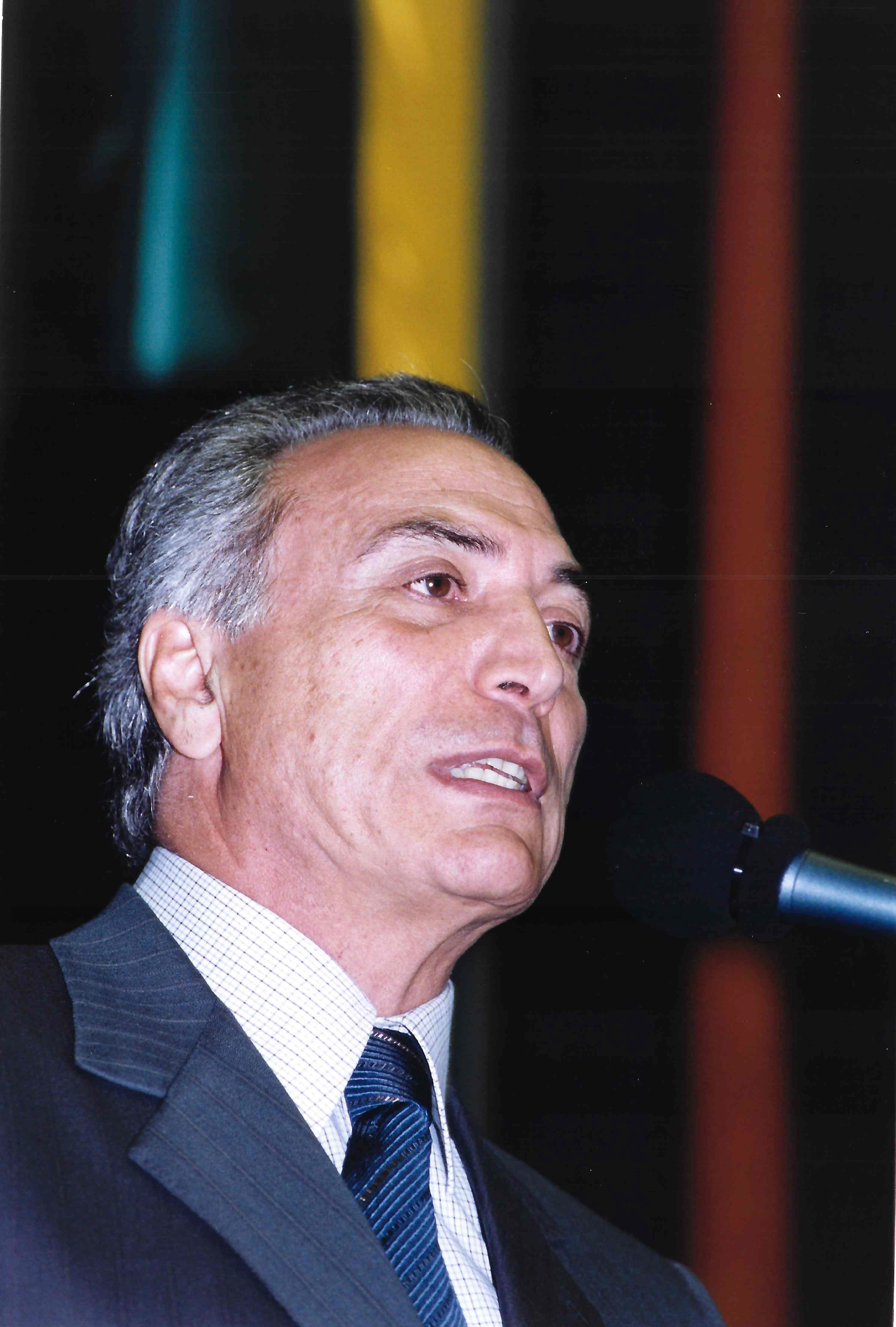
Deputado Michel Temer

Embora tenha sido cotado para ser o candidato peemedebista ao governo de São Paulo na eleição de 1994, não recebeu o apoio de Fleury. Neste contexto, Barros Munhoz foi o candidato a governador, e Temer elegeu-se deputado federal com 70,9 mil votos — vindos principalmente da Grande São Paulo e de Tietê. No segundo turno ao governo paulista, apoiou Mário Covas. Com a vitória de Fernando Henrique Cardoso para presidente, foi indicado por integrantes da bancada do PMDB para o Ministério da Justiça, mas não contou com o apoio de Fleury. O PMDB optou por apoiar FHC, mas algumas alas eram contrárias a esta posição; Temer, ligado a Orestes Quércia, defendeu a independência.[carece de fontes?]
Temer assumiu seu primeiro mandato como deputado federal eleito em 1.º de fevereiro de 1995. Indicado pela ala quercista, foi escolhido líder do PMDB na Câmara dos Deputados. Em março de 1995, afirmou que, levando em conta a proporcionalidade, seu partido deveria possuir mais cargos no governo FHC. Um mês depois, sugeriu que o PMDB rompesse com o governo se as reivindicações regionais de seus congressistas não fossem ouvidas. Ao longo daquele ano, Temer afastou-se de Quércia e acompanhou a posição governista nas votações de emendas constitucionais. Desta forma, votou favoravelmente a quebra do monopólio estatal das telecomunicações, do término do monopólio da Petrobras na exploração de petróleo, e ao fim do monopólio dos estados na distribuição de gás canalizado.[carece de fontes?]
Em março de 1996, foi indicado pelo governo para a relatoria da reforma da previdência, substituindo o deputado Euler Ribeiro, cuja proposta havia sido derrotada por um grupo de dissidentes peemedebistas que defendia a manutenção da aposentadoria por tempo de serviço, enquanto Ribeiro sugeriu a aposentadoria por tempo de contribuição. Temer usou como base de seu relatório o projeto criado pelo Ministério da Previdência e as emendas propostas. Devido a diversas irregularidades constatadas em seu processo de aposentadoria como procurador, partidos oposicionistas solicitaram seu afastamento por o considerarem eticamente impossibilitado, mas Temer permaneceu na função. A proposta acabou sendo aprovada em primeiro turno no final de março de 1996. Entretanto, nos meses seguintes, o governo sofreu alguns reveses, como o fim da necessidade de idade mínima para aposentadoria e a igualdade de vencimentos entre servidores ativos e inativos. Em junho daquele ano, votou favoravelmente à criação da Contribuição Provisória sobre Movimentação Financeira (CPMF), encaminhada pelo governo FHC.[carece de fontes?]

#### Presidente da Câmara dos Deputados (1997 a 2001)
Em setembro de 1996, lançou-se candidato à presidência da Câmara dos Deputados. Temer contava com o apoio do governo, o qual esperava em troca o apoio do PMDB à emenda que autorizava uma reeleição consecutiva para o Executivo, a qual Temer votou a favor em 28 de janeiro de 1997. Na disputa pelo comando da Câmara, o PMDB possuía outros dois pretendentes ao cargo: Paes de Andrade e Luís Carlos Santos, que acabaram retirando suas candidaturas. Em 5 de fevereiro, Temer foi eleito presidente da Câmara com 257 votos, derrotando Wilson Campos (PSDB-PE), que foi a escolha de 119 deputados, e Prisco Viana (PPB-BA), o qual recebeu 111 votos. Com isso, efetivou-se a aliança do PFL com o PMDB, a qual previa a rotatividade dos dois partidos na presidência da Câmara; em 1995, Luís Eduardo Magalhães (PFL-BA) havia sido eleito. Sua vitória garantiu a FHC uma significativa influência na Câmara. Além de aliado do governo, na época Temer era um dos maiores defensores dos interesses do presidente.

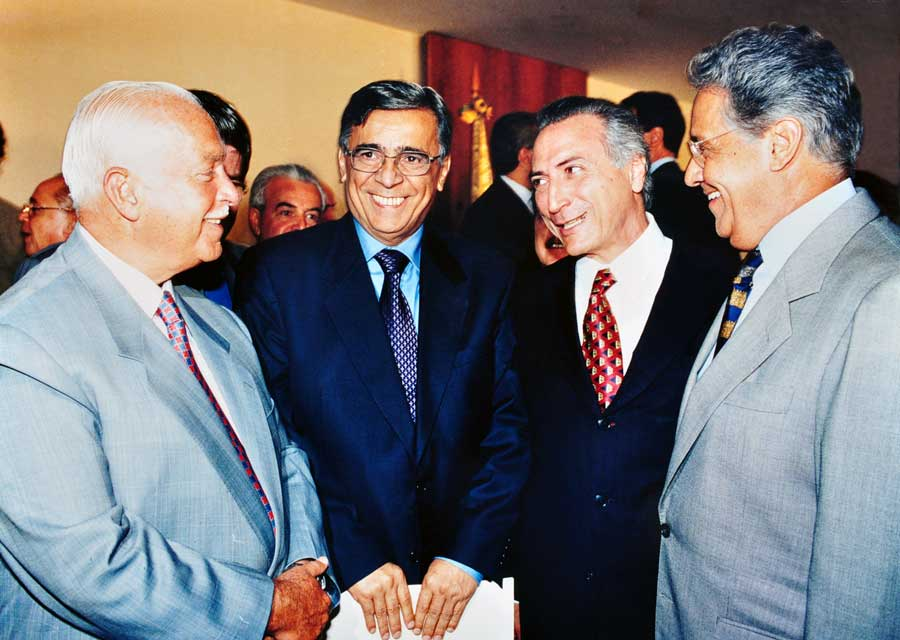
Antônio Carlos Magalhães, Élcio Alvares, Temer e FHC durante encontro no Congresso Nacional.

Temer começou seu mandato triplicando a verba de despesas dos gabinetes e permitindo que os parlamentares aumentassem os honorários de seus assessores. Com isso, cumpriu uma promessa de campanha, voltada principalmente aos deputados de menor relevo. Ele manteve seu estilo de negociador e esforçou-se em encaminhar projetos que interessavam o governo, como as reformas administrativas e da previdência. Por outro lado, continuou debatendo com os oposicionistas.
Em junho de 1997, Temer foi considerado por uma pesquisa do DIAP o quarto parlamentar mais influente do Congresso Nacional. Na mesma época, insatisfeito com as críticas do presidente Fernando Henrique Cardoso em relação ao seu desempenho na Câmara, apoiou o movimento suprapartidário "Reage Câmara", que tinha o propósito de tornar a Câmara dos Deputados mais independente do Poder Executivo, além de criar uma agenda com assuntos que interessassem o país.
Em agosto de 1998, usou sua influência política para conseguir a liberação de verbas para os esforços de recuperação dos estragos causados pelo El Niño em três de suas bases eleitorais: Tietê, Cerquilho e Duartina. Naquele mês, ocupou interinamente durante quatro dias a presidência após FHC e Marco Maciel viajarem. Temer voltou a ser presidente interino em junho de 1999.

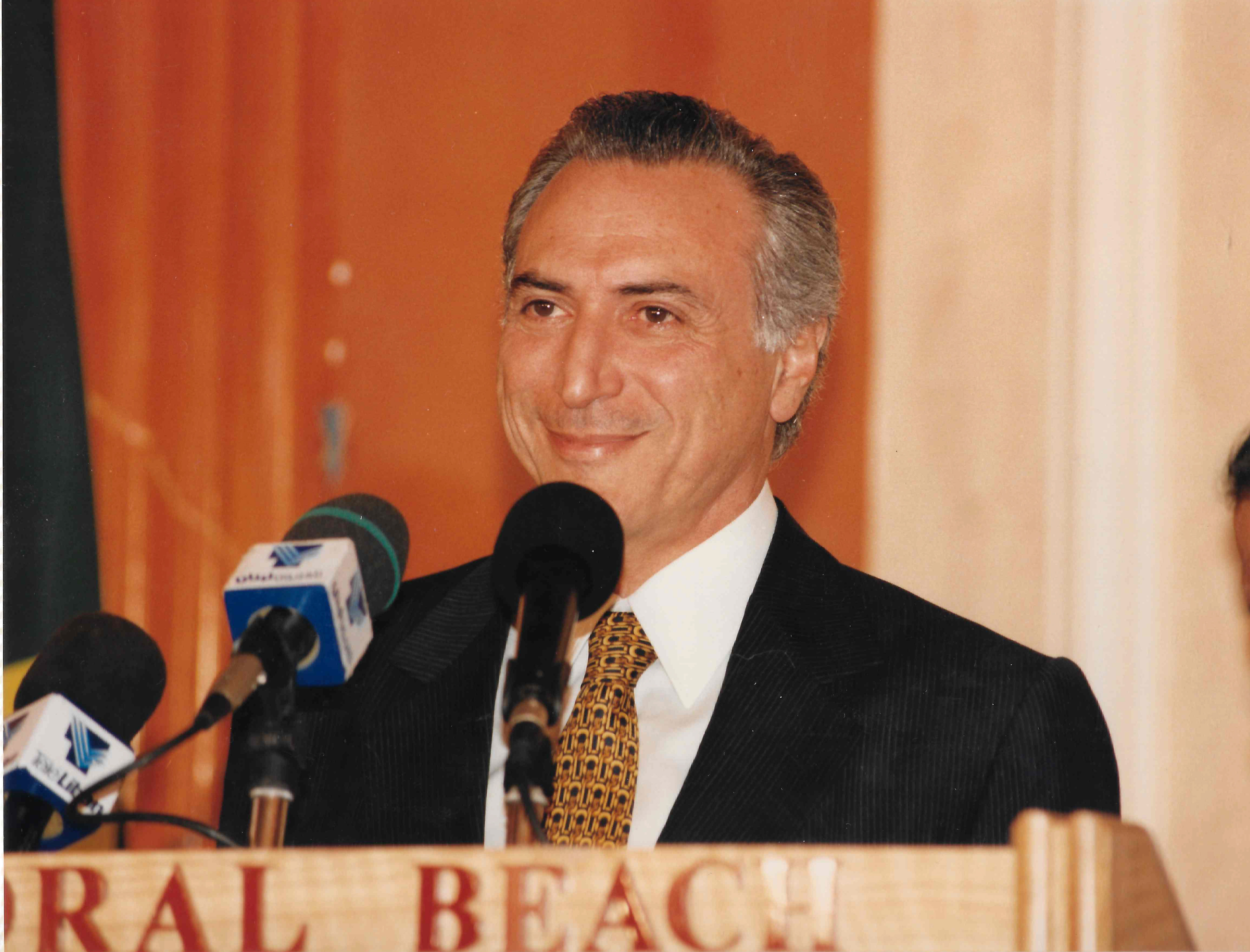
Michel Temer

Em outubro, reelegeu-se deputado federal com 206,1 mil votos, a maior votação do PMDB ao cargo de deputado federal em todo o país. Ao iniciar o novo mandato, em fevereiro de 1999, foi reeleito presidente da Câmara dos Deputados. Como candidato único, Temer recebeu 422 de 513 votos possíveis. Em 2001, ele também foi o presidente da Comissão de Finanças e Tributação.
Em 1999, Temer rejeitou vários pedidos de abertura de processo de impeachment contra FHC. Um desses pedidos baseava-se em uma escuta telefônica em que o presidente autorizava André Lara a pressionar o fundo de pensões do Banco do Brasil a participar em um dos consórcios do leilão de privatização da Telebrás. No mesmo período, defendeu a preservação da Justiça do Trabalho ao rejeitar a proposta do relator da reforma do Judiciário, o então deputado Aloysio Nunes, que defendia o seu término. Ainda no início do ano, Temer fora promovido por FHC de Grande-Oficial para o último grau da Ordem do Mérito Militar, a Grã-Cruz.
Durante as discussões sobre a reforma política em 2000, Temer defendeu o financiamento público de campanhas. Ele alegou que se trata de um dispositivo que proporciona a igualdade de oportunidades. Para sua sucessão à presidência da Câmara dos Deputados em 2001, apoiou o deputado tucano Aécio Neves, que acabou sendo eleito.
Os seus dois mandatos consecutivos como presidente da Câmara também foram marcados por conflitos públicos que teve com o senador ACM, presidente do Senado à época. Temer acusou ACM de intrometer-se em assuntos da Câmara, enquanto o senador classificou a gestão de Temer como "desastrosa". Os congressistas chegaram a trocar algumas ofensas. A mais famosa delas, em que ACM classifica Temer de "O mordomo de filme de terror", continuou sendo lembrada décadas depois.

#### Mandato de 2001 a 2009
No primeiro semestre de 2001, lançou sua pré-candidatura ao governo do estado de São Paulo para as eleições de 2002. Na Convenção Estadual do PMDB em maio de 2001, o grupo que liderava, mais próximo a FHC, disputou com o grupo de Orestes Quércia, de oposição ao governo federal. Temer e seus aliados foram derrotados por 43% a 55%. Depois disso, o governador fluminense Anthony Garotinho convidou o grupo de Temer a filiar-se no Partido Socialista Brasileiro (PSB). Pela estratégia arquitetada, Temer apoiaria Garotinho para presidente e seria o candidato do PSB ao Executivo paulista. Temer e seus aliados também receberam convites para entrarem no PPS e no PTB. Porém, eles prefeririam permanecer no PMDB. Em 9 de setembro do mesmo ano, Temer foi eleito presidente Nacional do PMDB com quase 60% dos votos, derrotando o senador goiano Maguito Vilela, o representante da ala do partido que apoiava a candidatura de Itamar Franco à presidência.

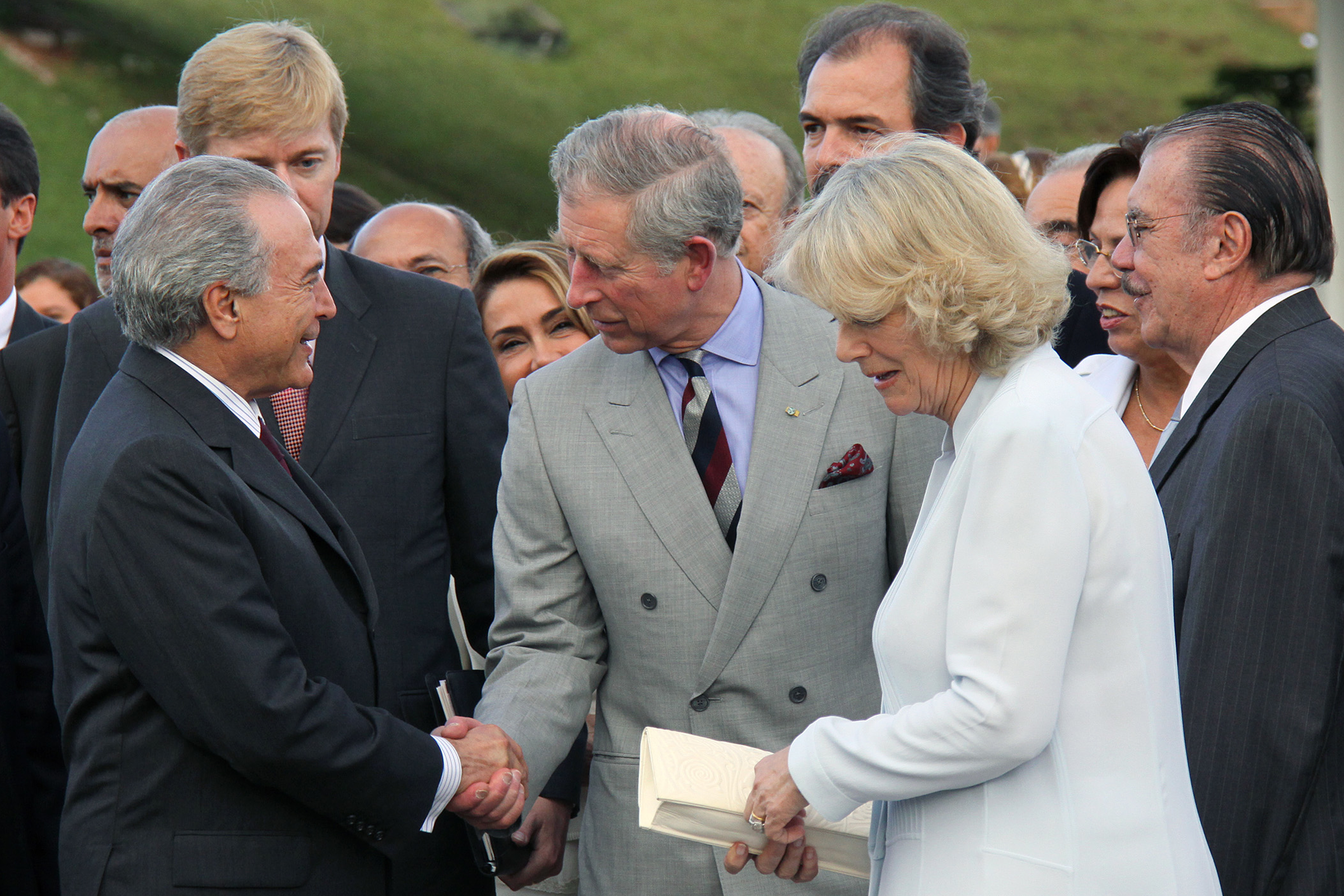
O presidente da Câmara dos Deputados, Michel Temer recebe a visita dos então Príncipe de Gales e da Duquesa da Cornualha.

Em outubro de 2002, foi reeleito deputado com 252 mil votos. Na disputa presidencial, apoiou José Serra. Temer chegou a ser cogitado para ser o vice de Serra. O empecilho era de que Temer e Serra são paulistas e o PSDB queria um vice nordestino, como o peemedebista Jarbas Vasconcellos. Contudo, Jarbas preferiu candidatar-se a governador, abrindo a vaga a Rita Camata.
Com a vitória de Lula (PT), Temer começou as negociações antes mesmo da posse para que seu partido fizesse parte do novo governo. No entanto, as negociações feitas entre Temer e José Dirceu foram vetadas por Lula, que mantinha antipatia por Temer. O recém-eleito presidente preferiu manter uma união informal com o grupo ligado a Sarney e Renan Calheiros. Em maio de 2003, o PMDB passou a fazer parte oficialmente da base de apoio do presidente Lula.
De 2003 até 2007, integrou a comissão Comissão de Constituição, Justiça e Cidadania, a mais poderosa da Câmara. Em março de 2004, reelegeu-se presidente do PMDB para mais um mandato de dois anos. Naquele momento, defendeu que o PMDB tivesse candidatos próprios às prefeituras nas eleições municipais de 2004, bem como aos governos estaduais e à presidência nas eleições de 2006. Na eleição municipal de São Paulo em 2004, foi o candidato a vice-prefeito de Luiza Erundina (PSB). Eles receberam 244 mil votos (3,96%) e ficaram na quarta colocação. No segundo turno, permitiu que os diretórios zonais peemedebistas apoiassem a candidatura de José Serra, que foi eleito.
Em setembro de 2005, com a renúncia de Severino Cavalcanti, então presidente da Câmara dos Deputados, Temer tentou articular para novamente presidir a Casa. Entretanto, ele enfrentou resistência em setores de seu próprio partido, como o senador Renan Calheiros, e do governo federal petista. Neste cenário, ele renunciou à candidatura e pediu que sua bancada votasse no oposicionista José Thomaz Nonô, que foi derrotado pelo governista Aldo Rebelo por quinze votos.
No primeiro semestre de 2006, foi um dos maiores apoiadores da candidatura própria do PMDB à presidência da República nas eleições daquele ano. Contudo, em maio, em uma convenção extraordinária, os peemedebistas escolheram o oposto. Desta forma, a candidatura do governador Anthony Garotinho, o terceiro colocado nas pesquisas, ficou inviabilizada. Em julho de 2006, Temer declarou apoio ao governador paulista Geraldo Alckmin e empenhou-se em sua campanha. Quando Lula foi reeleito, aderiu e negociou a participação do PMDB no segundo governo do presidente. Na mesma eleição, foi reeleito para o seu quarto mandato consecutivo com 99 mil votos, a menor votação de seu partido em São Paulo.
Em fevereiro de 2007, apoiou a candidatura de Arlindo Chinaglia à presidência da Câmara. Para isso, impôs que Chignalia e o PT o apoiassem para a presidência da Câmara em 2009. Com o acordo feito, Chignalia foi eleito até com o apoio de uma parte do PSDB.
Em março de 2007, em uma convenção boicotada por José Sarney e Renan Calheiros, Temer foi reeleito para a presidência do PMDB com 80% dos votos. Na época, prometeu possibilitar a candidatura própria de seu partido à presidência da República em 2010.
Quando Renan Calheiros envolveu-se em um escândalo de corrupção que ficou conhecido como Renangate, em junho de 2007, Temer prometeu que não o abandonaria. No final, Renan escapou da cassação de seu mandato de senador, em uma votação que o PMDB garantiu os votos necessários para absolvê-lo. Ainda naquele ano, após uma reunião com Lula, o PMDB passou a integrar oficialmente o governo. Com isso, o partido ganhou mais dois ministérios e dezenas de cargos diretivos em estatais.

#### Presidente da Câmara dos Deputados (2009 a 2010)

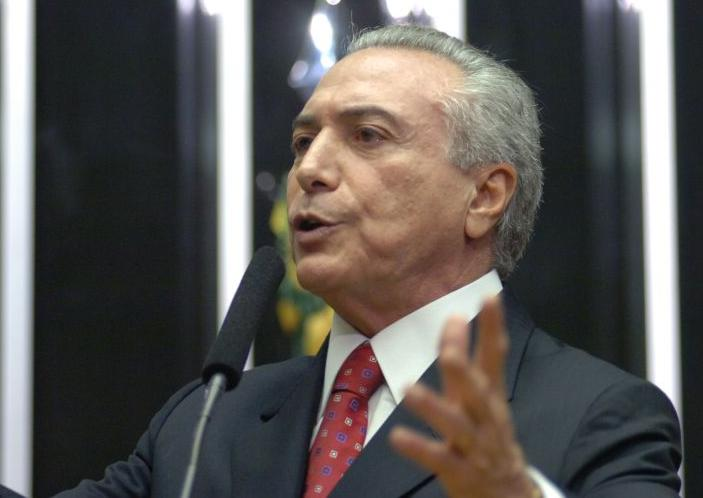
Temer após ser eleito presidente da Câmara dos Deputados pela terceira vez, em 2 de fevereiro de 2009

Em 2 de fevereiro de 2009, foi eleito presidente da Câmara dos Deputados pela terceira vez. Contando com o apoio de quinze partidos, que iam do PSDB ao PT, recebeu 304 votos, contra 129 de Ciro Nogueira (PP-PI) e 76 de Aldo Rebelo (PCdoB-SP). Com o apoio de Lula, Temer era visto como o candidato favorito desde o início do processo eleitoral.
Em seu terceiro mandato, impediu que as medidas provisórias editadas pelo Executivo trancassem a pauta. Para tanto, proporcionou uma nova interpretação constitucional: uma MP somente trava a votação de matérias que podem ser objeto de medida provisória. Consequentemente, votações como PECs e projetos de lei complementar não poderiam ser barradas.
Em abril de 2009, em meio ao escândalo das passagens aéreas, foi revelado que em janeiro de 2008 Temer viajou com familiares e amigos para Porto Seguro, na Bahia, com os voos sendo custeados por sua cota parlamentar (dinheiro público). Sua assessoria reconheceu o uso para familiares, mas alegou que na época ele agiu conforme as regras da Câmara dos Deputados. Este escândalo levou Temer a proibir viagens internacionais e a limitar o uso do benefício a parlamentares e seus assessores.
Em outubro de 2009, Temer foi indicado pelo DIAP como o parlamentar mais influente do Congresso Nacional. Este ranking foi feito com base na opinião dos "100 Cabeças do Congresso", que são congressistas escolhidos pelo DIAP com base em critérios do departamento. Dos cem congressistas, 75 votaram e Temer recebeu 51 votos, seguido por Henrique Fontana (com 28), Cândido Vaccarezza (com 23) e Ronaldo Caiado (com 22).
Em dezembro de 2009, seu nome foi citado 21 vezes na Operação Castelo de Areia, que investigou supostos crimes financeiros e lavagem de dinheiro no Grupo Camargo Corrêa. Em planilhas da empreiteira, Temer foi citado ao lado de quantias que chegaram a 345 mil dólares americanos entre 1996 a 1998. Ele defendeu-se afirmando que recebeu apenas doações legais da Camargo Corrêa, mas nenhuma de suas doações declaradas à Justiça na eleição de 1998 foi da empresa.
Ainda em dezembro de 2009, foi citado como beneficiário do escândalo do Mensalão no Distrito Federal. Em um dos vídeos divulgados pelo site Congresso em Foco, o empresário Alcyr Collaço afirmou ao secretário Durval Barbosa que Temer recebia 100 mil reais mensais do governador José Roberto Arruda em troca de apoio político. Segundo Collaço, além de Temer, o governador Arruda também pagava propina por apoio político aos deputados peemedebistas Eduardo Cunha, Henrique Eduardo Alves e Tadeu Filippelli. Na ocasião, Temer classificou sua citação como uma "vilania sem tamanho" e "irresponsável e descabida". Os quatro deputados também entraram com uma ação conjunta na Justiça contra Collaço por difamação e injúria.

### Vice-presidente da República

#### Eleição presidencial de 2010
No final de 2009, o presidente Lula defendeu que o PMDB deveria fazer uma lista tríplice de nomes para a escolha da candidatura a vice-presidente da ministra Dilma Rousseff, esperada para ser a candidata governista à presidência na eleição de 2010. Lula também defendia que era Dilma quem deveria escolher seu vice, e não o PMDB. O ministro Edison Lobão e o presidente do Banco Central Henrique Meirelles, o preferido e com a confiança de Lula, também foram cotados para serem vices na candidatura governista. Nem Lula nem Dilma preferiam que Temer fosse o candidato; na visão deles, além de não agregar eleitores, ele era "voraz em demasia quando reivindica posições para o partido". No entanto, Temer mantinha um controle total no PMDB e apenas permitia que ele próprio fosse o candidato a vice-presidente de Dilma.

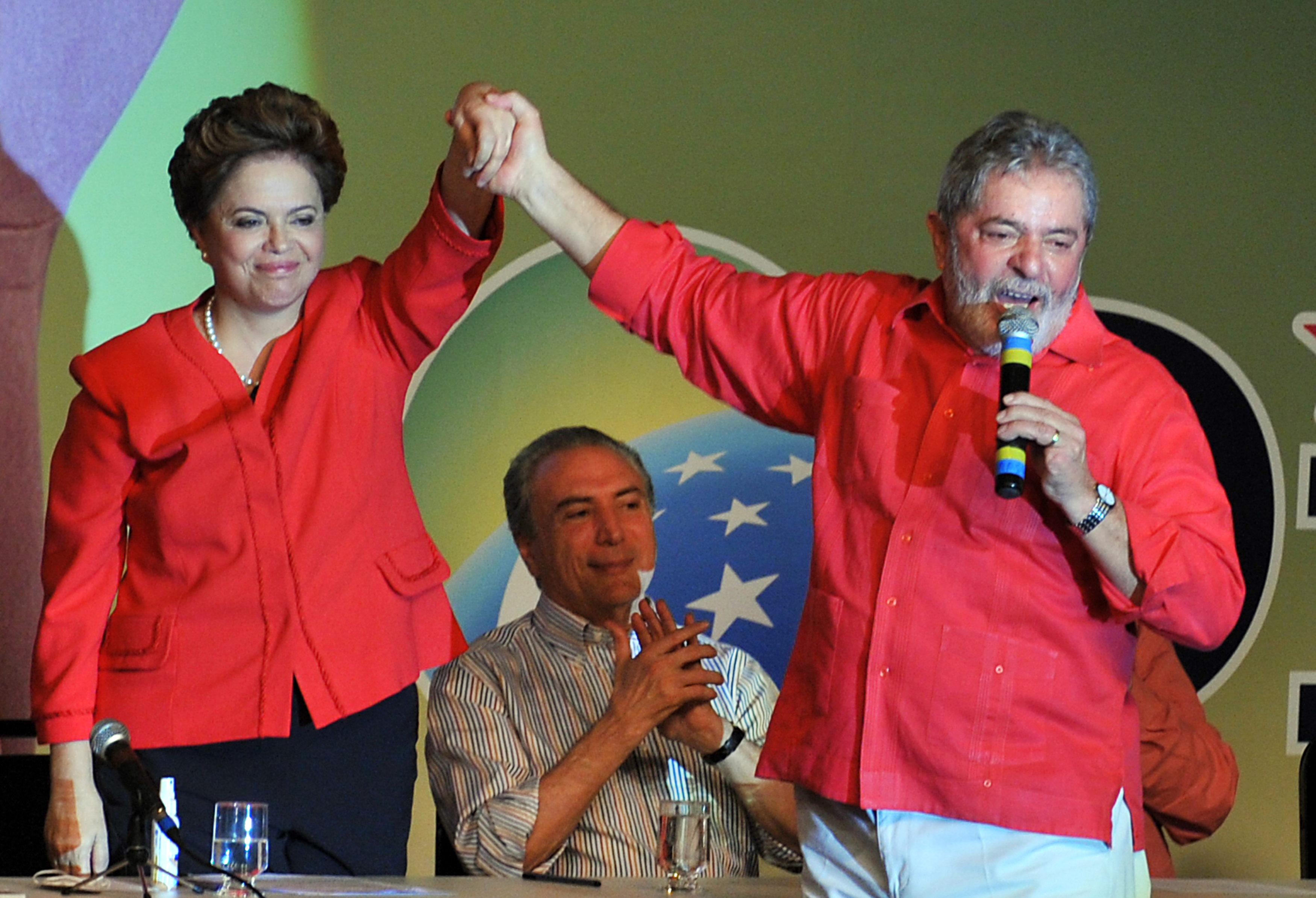
Lula, Dilma e Temer participam da Convenção Nacional do PT, que confirmou a chapa Dilma-Temer.

Em 6 de fevereiro de 2010, Temer foi reeleito por aclamação como Presidente Nacional do PMDB. Em relação a disputa presidencial, ele defendia que era unicamente o PMDB quem deveria escolher o candidato à vice-presidência de Dilma. Além disso, ao mesmo tempo em que manteve ligações com o também presidenciável José Serra (PSDB-SP), Temer trabalhou intensamente para que seu partido indicasse o vice de Dilma. Em 5 de maio, durante um jantar, Dilma convidou oficialmente Temer para ser seu vice. No mesmo encontro, eles decidiram juntar esforços para construir alianças estaduais. Apesar de não ser visto com entusiasmo pelo Planalto, Temer tinha a capacidade de conseguir o maior número de forças políticas para a coligação.
Em 12 de junho, Temer foi oficialmente indicado o candidato a vice da chapa de Dilma pelo PMDB, após derrotar por larga margem a ala do seu partido liderada pelo senador gaúcho Pedro Simon que defendia candidatura própria.

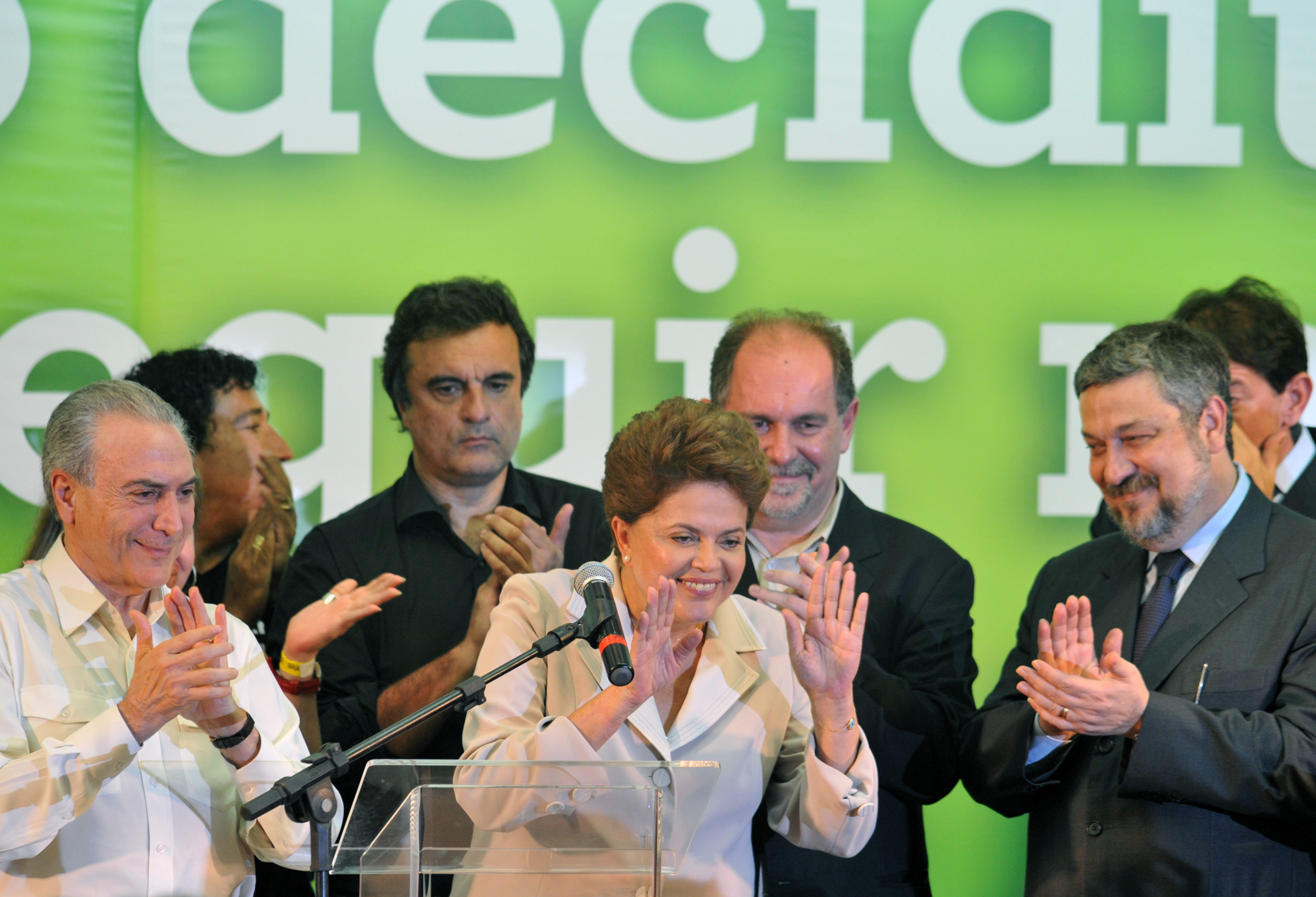
Comemoração da vitória de Dilma e Temer, em 31 de outubro

No período da pré-campanha, quando foi questionado como seria sua atuação como vice-presidente da República, afirmou: "Serei vice nos limites da Constituição. Quando ocupo um cargo, cumpro a tarefa Constitucional. Serei extremamente discreto, como convém a um vice." Ao chamar a atenção para um potencial problema da união PT–PMDB em um futuro governo, o historiador Luiz Felipe de Alencastro disse: "Uma presidenciável desprovida de voo próprio na esfera nacional, sem nunca ter tido um voto na vida, estará coligada a um vice que maneja todas as alavancas do Congresso e da máquina partidária peemedebista."
Em junho de 2010, Temer entregou para Dilma o programa de governo do PMDB, denominado de "Programa para o Brasil – Tem muito Brasil pela frente." Entre as medidas apoiadas pelo programa, estavam: a manutenção da autonomia do Banco Central, da política de metas para a inflação, do câmbio flutuante, e da responsabilidade e realismo fiscal. Além disso, defendeu a ampliação do Bolsa Família, a extensão do Prouni e a aplicabilidade da lei contra as invasões de propriedades rurais produtivas.
Durante o primeiro turno, Temer teve uma participação discreta na campanha e não apareceu em nenhum programa eleitoral. No segundo turno, entretanto, ganhou mais espaço e estreou no programa eleitoral em 20 de outubro. Em sua fala, garantiu que Dilma teria uma sólida maioria e "condições excepcionais" no Congresso para governar. De acordo com ele, se eleita, Dilma teria o apoio de 350 deputados e metade dos senadores. Em 31 de outubro, Dilma e Temer foram eleitos com 55,7 milhões de votos, ou 56,05% dos votos válidos. Em 17 de dezembro, renunciou ao cargo de presidente da Câmara, sendo sucedido pelo petista Marco Maia.

#### Primeiro mandato

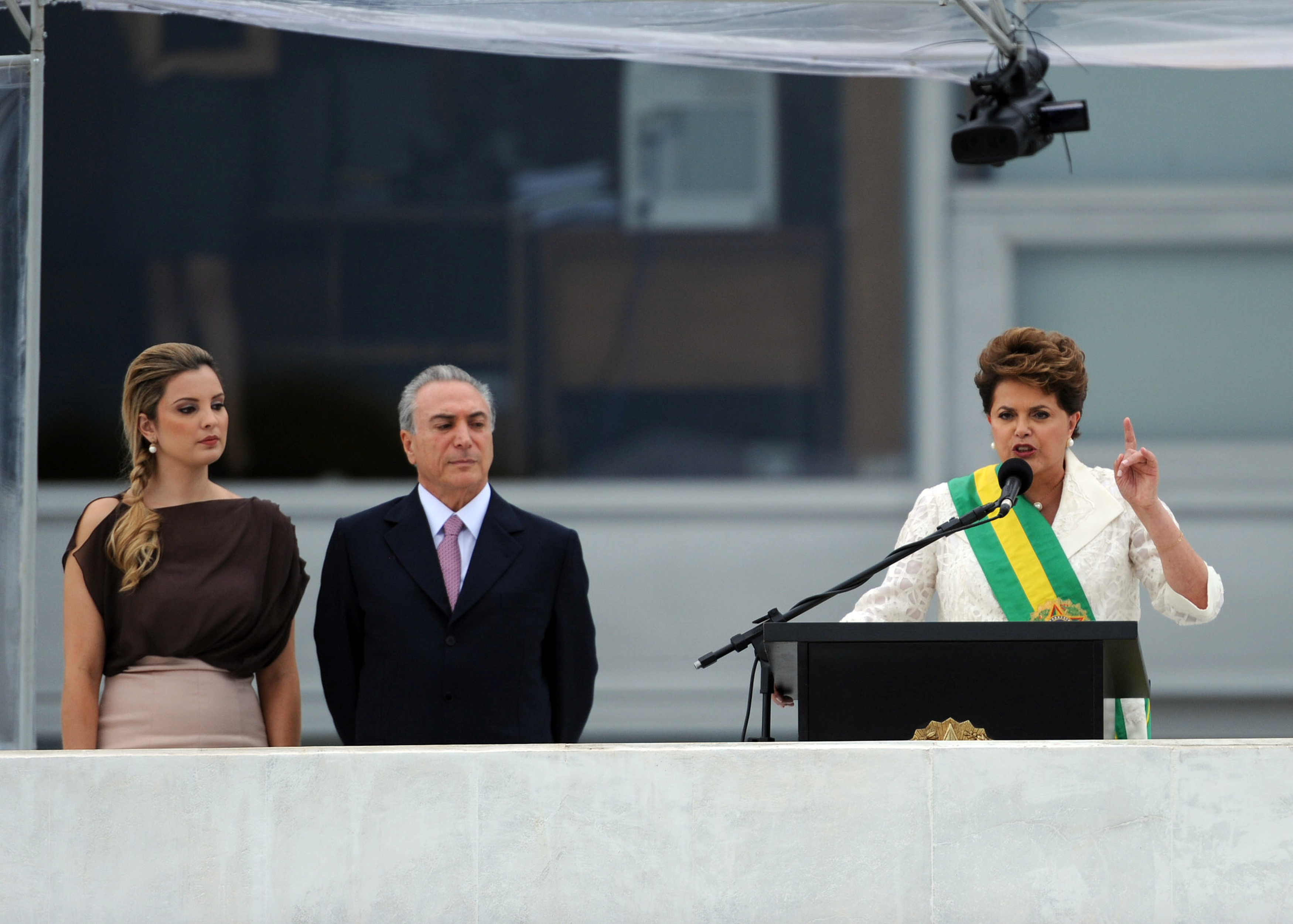
A então presidente Dilma discursa no parlatório do Palácio do Planalto, ao lado de Michel e de sua esposa, Marcela Temer, em 1º de janeiro de 2011.

Durante o período de transição, articulou a defesa dos pedidos de nomeações de seu partido a Dilma, o que incluía pregar que o PMDB deveria manter seus seis ministros de Estado. O PMDB acabou mantendo seu espaço na Esplanada dos Ministérios, e dois ministros ligados a Temer foram nomeados: Moreira Franco e Wagner Rossi. Temer afirmou que o PMDB ficou "satisfeito" com os indicados pela presidente. Em 1.º de janeiro de 2011, tornou-se o 24.º vice-presidente do país.
Em fevereiro de 2011, trabalhou pela recondução de Marco Maia à presidência da Câmara dos Deputados. De forma bem-sucedida, Temer procurou líderes oposicionistas para conseguir apoio a Maia. A oposição e o governo concordaram em seguir a proporcionalidade das bancadas para a distribuição dos cargos na mesa diretora da Câmara. O acordo também definiu que haveria revezamento do PT e do PMDB no comando da Casa. Maia acabou sendo eleito com mais de 70% dos votos.
No início de abril de 2011, Temer foi incluído em um inquérito no Supremo Tribunal Federal, por suspeita de ter recebido propina de empresas prestadoras de serviços ao porto de Santos. A acusação era conhecida desde 2000. Em novembro de 2002, o procurador-geral Geraldo Brindeiro arquivou o processo por entender que não havia provas suficientes, e, em 2006, a Polícia Federal abriu um novo inquérito sobre o caso. Em maio de 2011, o ministro Marco Aurélio Mello excluiu Temer do inquérito por compreender que não havia novos fatos contra o então vice-presidente desde o arquivamento feito por Brindeiro. Temer negou que tenha recebido propina.
A presidente Dilma incumbiu Temer da coordenação do Plano Estratégico de Fronteiras (PEF), criado por decreto em junho de 2011 para aumentar a segurança nas fronteiras. Temer acompanhou as missões Ágata e Sentinela e realizou reuniões de organização e avaliação das operações desenvolvidas pelo PEF.

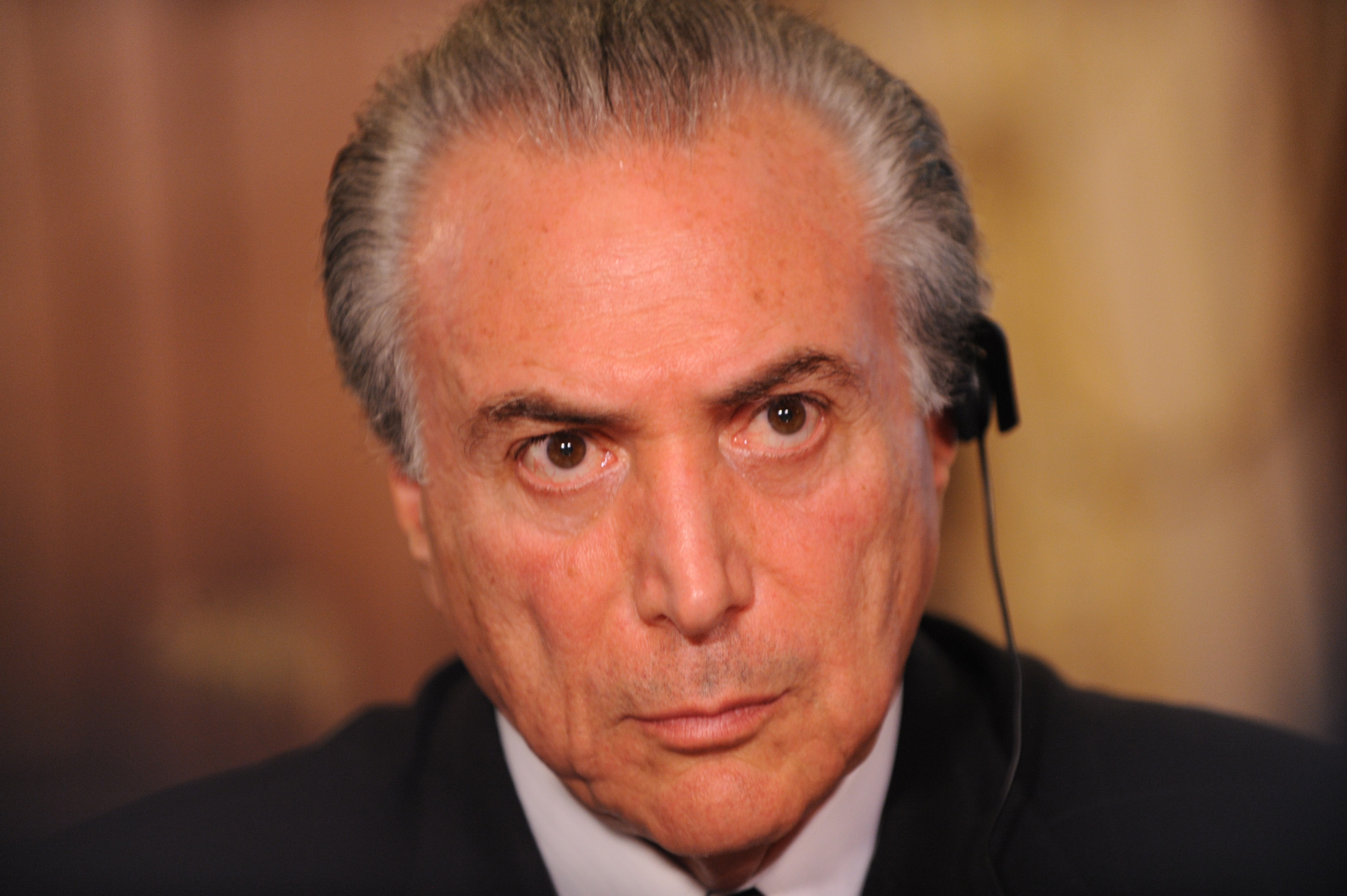
O vice-presidente Michel Temer na Downing Street em agosto de 2012.

Com a saída de Nelson Jobim do Ministério da Defesa em agosto de 2011, a presidente Dilma convidou Temer a substitui-lo. A possibilidade de Temer assumir interinamente o posto também foi cogitada por assessores do Ministério da Defesa. Após consultar colegas peemedebistas, Temer recusou o convite para não perder espaço na atuação política, o que havia acontecido com o vice-presidente José Alencar ao assumir o mesmo ministério.
Temer aderiu a um manifesto do PMDB contra o PT e o governo em março de 2012. O texto protestava contra o projeto petista de eleger mais prefeitos que os peemedebistas nas eleições daquele ano, e a um alegado uso da estrutura governamental federal para que os petistas cumprissem seu objetivo. Embora não declarado oficialmente, Temer participou de reuniões que abordaram o conteúdo desse manifesto, que também pediu maior poder político, dinheiro para as bases eleitorais, nomeações, maior participação e conhecimento das ações do governo. Temer participou fisicamente em campanhas de candidatos apoiados pelo PMDB nas eleições municipais. No segundo turno de São Paulo, anunciou pessoalmente o apoio de seu partido a Fernando Haddad.
Em fevereiro de 2013, Temer atuou pela eleição do deputado Eduardo Cunha para a liderança do seu partido, contrariando as vontades de Dilma. Na época, Temer afirmou para a presidente que tinha o poder de controlar Cunha. Depois de eleito, Cunha passou a importunar o governo, o que fez com que Dilma reclamasse. Temer tentou neutralizar Cunha, mas admitiu que isto não era possível. Posteriormente, oponentes de Temer consideraram que este era um "jogo combinado" entre ele e Cunha.

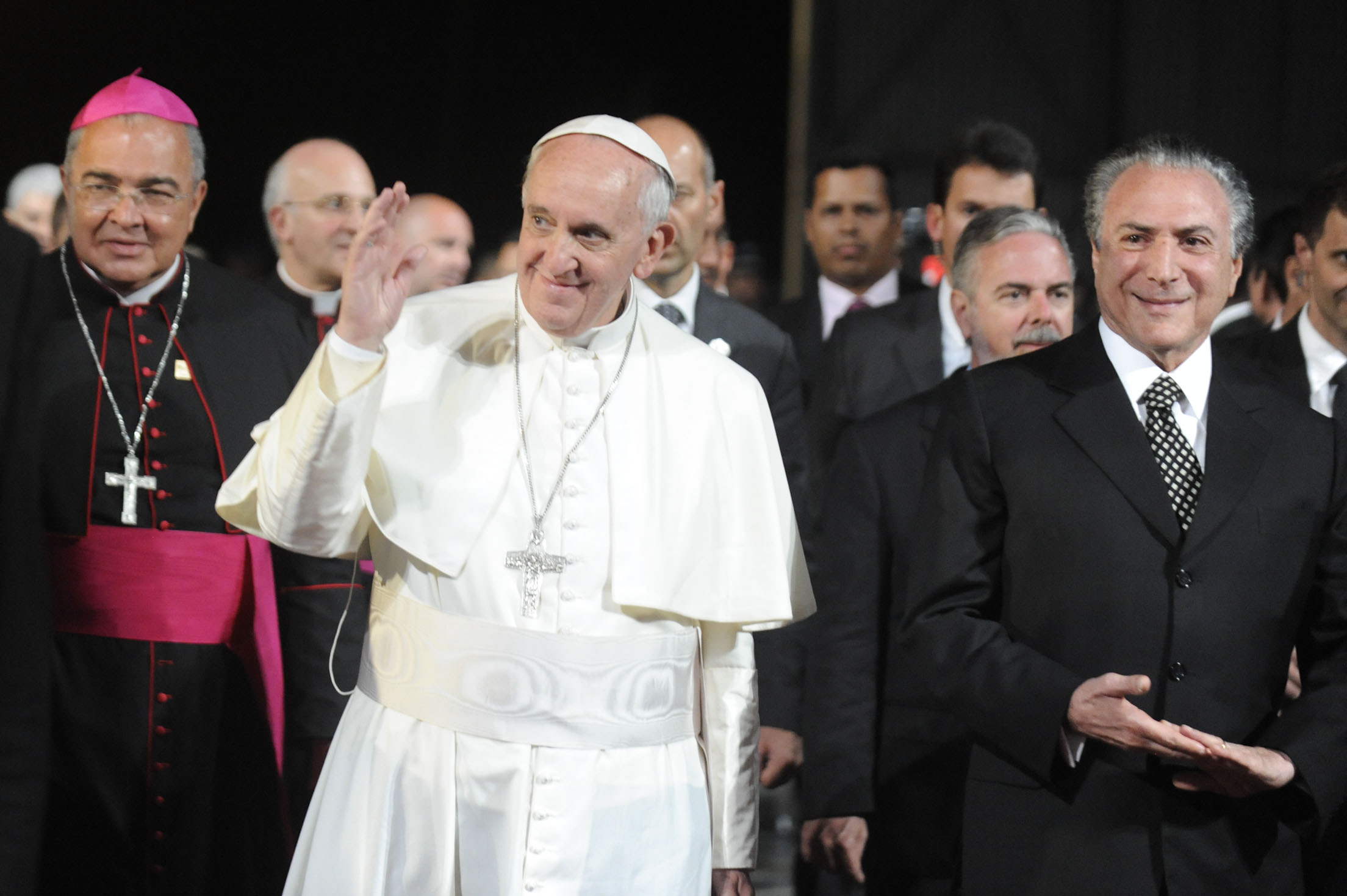
Temer ao lado do Papa Francisco em julho de 2013.

Licenciado da presidência do PMDB desde que foi empossado vice-presidente da República, Temer foi reeleito por unanimidade ao comando de seu partido no início de março de 2013. Na Convenção Nacional do PMDB, a presidente Dilma elogiou Temer e o classificou como um "grande parceiro", apesar de não ter anunciado que ele seria seu vice na eleição de 2014. Temer manteve-se afastado da presidência do PMDB, que continuou sendo exercida pelo senador Valdir Raupp.
Nos protestos de junho de 2013, manifestou-se contrário a uma constituinte exclusiva para a reforma política. O vice-presidente considerou a ideia "inviável" e classificou uma constituinte como "rompimento da ordem estabelecida". A presidente Dilma, que não ouviu seu vice, propôs um plebiscito sobre a constituinte. O Planalto desistiu da ideia após conversar com Temer, Renan Calheiros, o presidente do Senado, e Henrique Eduardo Alves, o presidente da Câmara.
Temer foi considerado pelo próprio partido uma peça decorativa ao longo do primeiro mandato. Aliados de Dilma apelidaram o vice de "aspirador de pó", pois, na visão deles, Temer só era usado para limpar a "sujeira" e confusões com o PMDB. Na opinião de deputados, Temer perdeu influência junto a Dilma na metade do primeiro mandato, logo após gerar mais problemas do que soluções. Por outro lado, como forma de prestigiá-lo, Dilma delegava a Temer viagens oficiais ao exterior.

#### Eleição presidencial de 2014

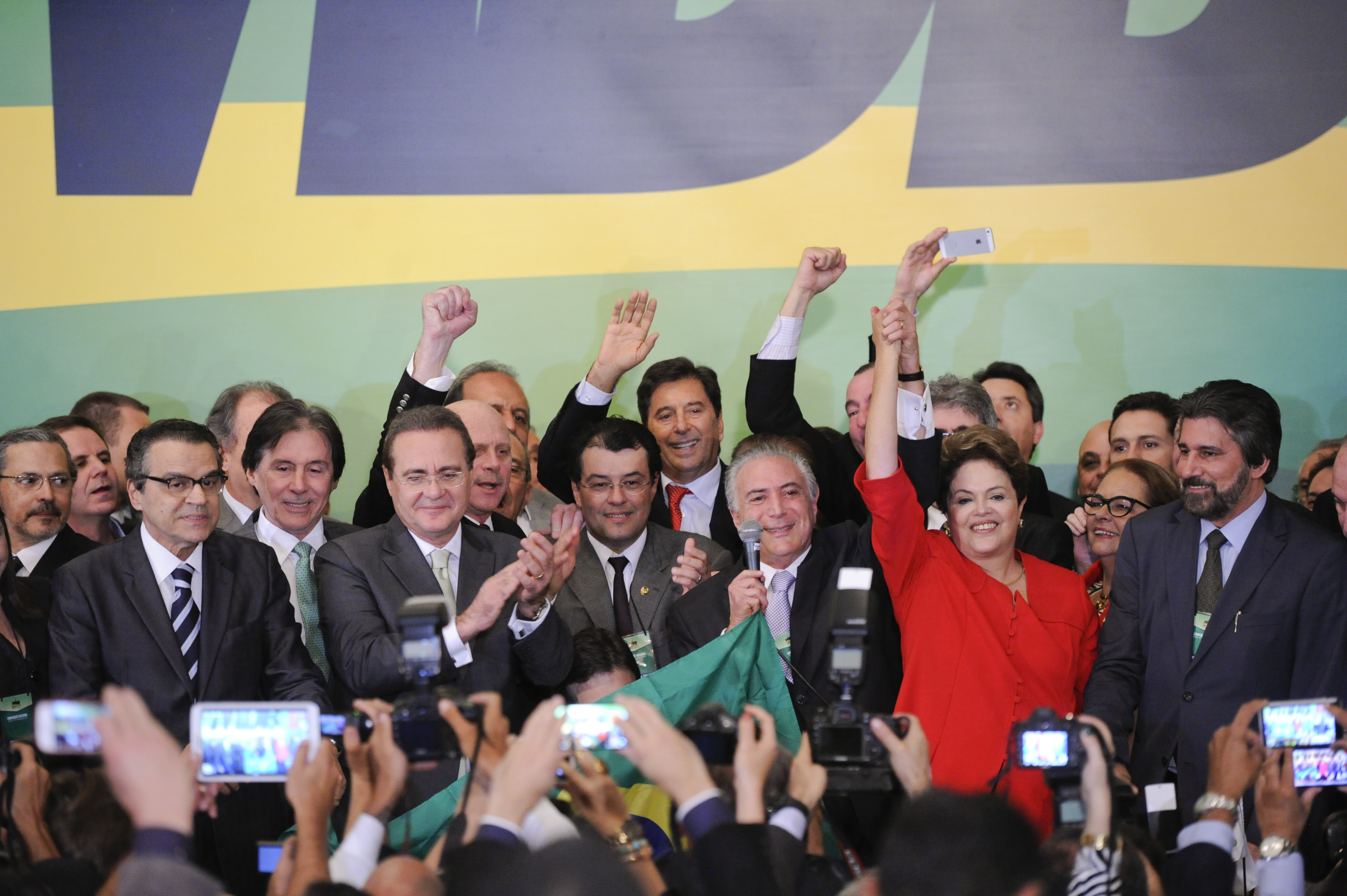
Convenção Nacional do PMDB em junho de 2014.

Na Convenção Nacional do PMDB, realizada em 10 de julho de 2014, Temer foi confirmado como vice de Dilma novamente. A presidente Dilma discursou na convenção e elogiou o vice: "Ele sabe aproximar as pessoas, unir e desarmar os espíritos", disse Dilma. Os 40% de opositores à reedição da aliança, entretanto, foram mais altos que em 2010, quando apenas 15% eram contrários. A ala dissidente argumentou que o governo Dilma não incluiu o partido nas decisões e criticou o comportamento dos petistas de privilegiar as candidaturas próprias aos governos estaduais em vez de formar alianças com o PMDB. Mesmo após esta decisão, algumas seccionais estaduais apoiaram os oposicionistas Aécio Neves (PSDB) e Marina Silva (PSB).
Em meados de julho, reassumiu a presidência do PMDB para defender os interesses do partido nas eleições e ganhar mais protagonismo. Em 26 de outubro, na disputa mais acirrada da história, Dilma e Temer foram reeleitos para um segundo mandato com 51,64% dos votos válidos, ou 54,5 milhões de votos, derrotando os senadores tucanos Aécio Neves e Aloysio Nunes.

#### Segundo mandato
Dilma e Temer foram empossados para o segundo mandato no início da tarde de 1.º de janeiro de 2015. Em 14 de janeiro, Temer convocou a Executiva de seu partido a formalizar apoio a Eduardo Cunha na eleição à presidência da Câmara dos Deputados. Ele também afirmou que apoiaria o eventual candidato peemedebista à presidência do Senado e que filiados ao PMDB que fossem citados na Operação Lava Jato deveriam "se explicar".

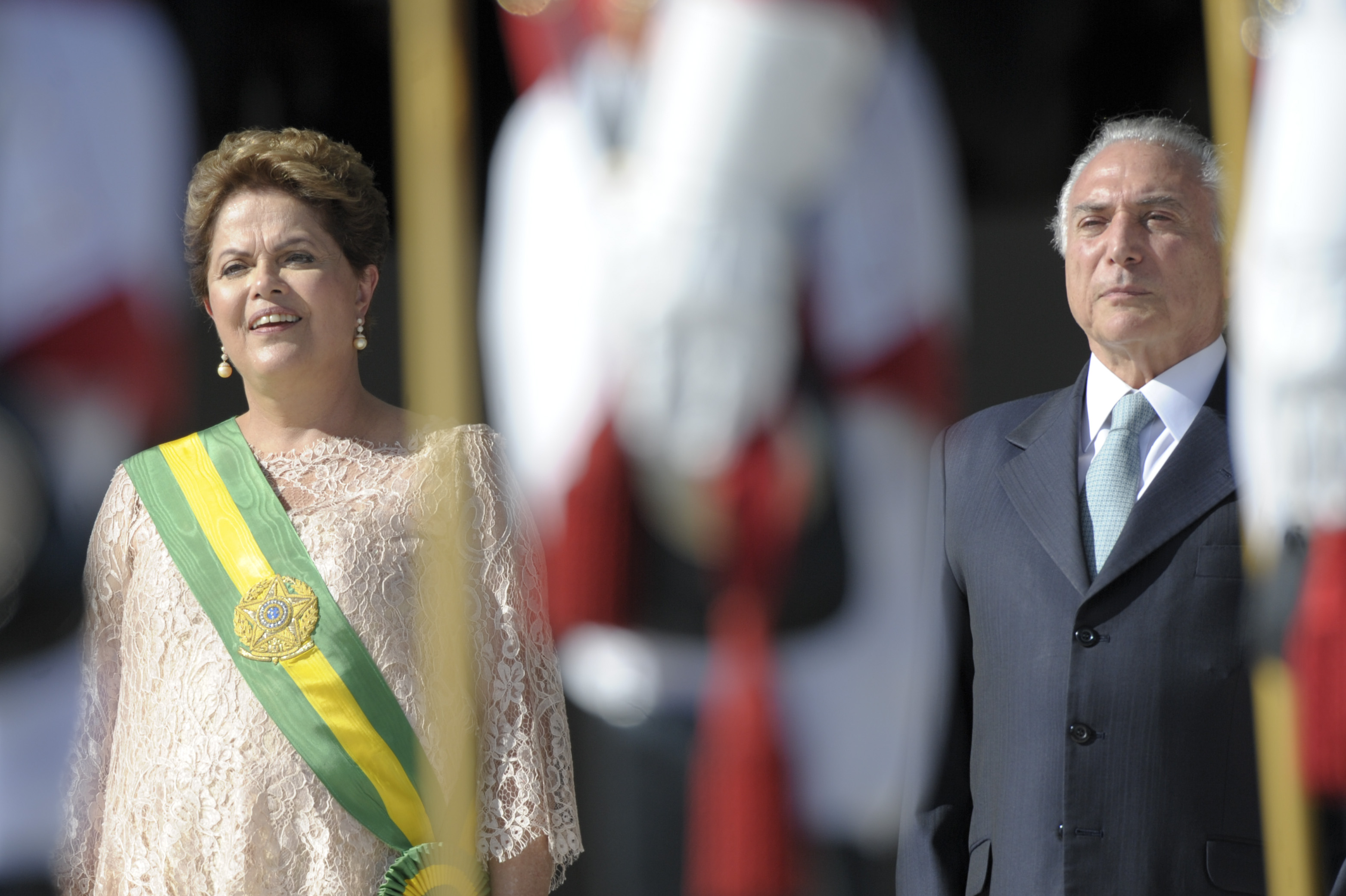
Dilma e Temer durante a posse presidencial de 1º de janeiro de 2015.

No final de janeiro, Temer confessou que as mudanças na concessão do seguro-desemprego foram discutidas antes da campanha eleitoral de 2014. Todavia, defendeu a presidente Dilma, dizendo que ela não havia mentido durante o período eleitoral.
Com a vitória de Cunha na eleição para a presidência da Câmara no início de fevereiro, Temer declarou que ele estava "disposto a colaborar" com o governo e não comprometeria a governabilidade da presidente durante o segundo mandato. Em 7 de abril, poucas semanas após os protestos antigovernamentais de 15 de março, a presidente Dilma nomeou Temer o articulador político do governo. A Secretaria de Relações Institucionais foi extinta e suas funções foram transferidas para a vice-presidência da República. O objetivo de Temer na função era melhorar o relacionamento do governo com o Congresso Nacional, principalmente com o PMDB. Em relação a um dos principais anseios dos manifestantes, o impeachment da presidente, Temer afirmou que era "impensável, geraria uma crise institucional. Não tem base jurídica e nem política".
Como articulador político, passou a acompanhar a votação envolvendo todos os assuntos de interesse do governo no Congresso. Ele passou também a ser o responsável pela distribuição de cargos de confiança no governo federal em troca de lealdade nas votações, arbitrar disputas antigas por comando de estatais e negociar as emendas parlamentares. Conforme admitido pela presidente, Temer foi fundamental para a aprovação de medidas do ajuste fiscal. Quando o presidente da Câmara, Eduardo Cunha, rompeu publicamente com o governo, em meados de julho, Temer tentou acalmar seus interlocutores afirmando que a decisão de Cunha era individual e não refletia uma posição do PMDB.

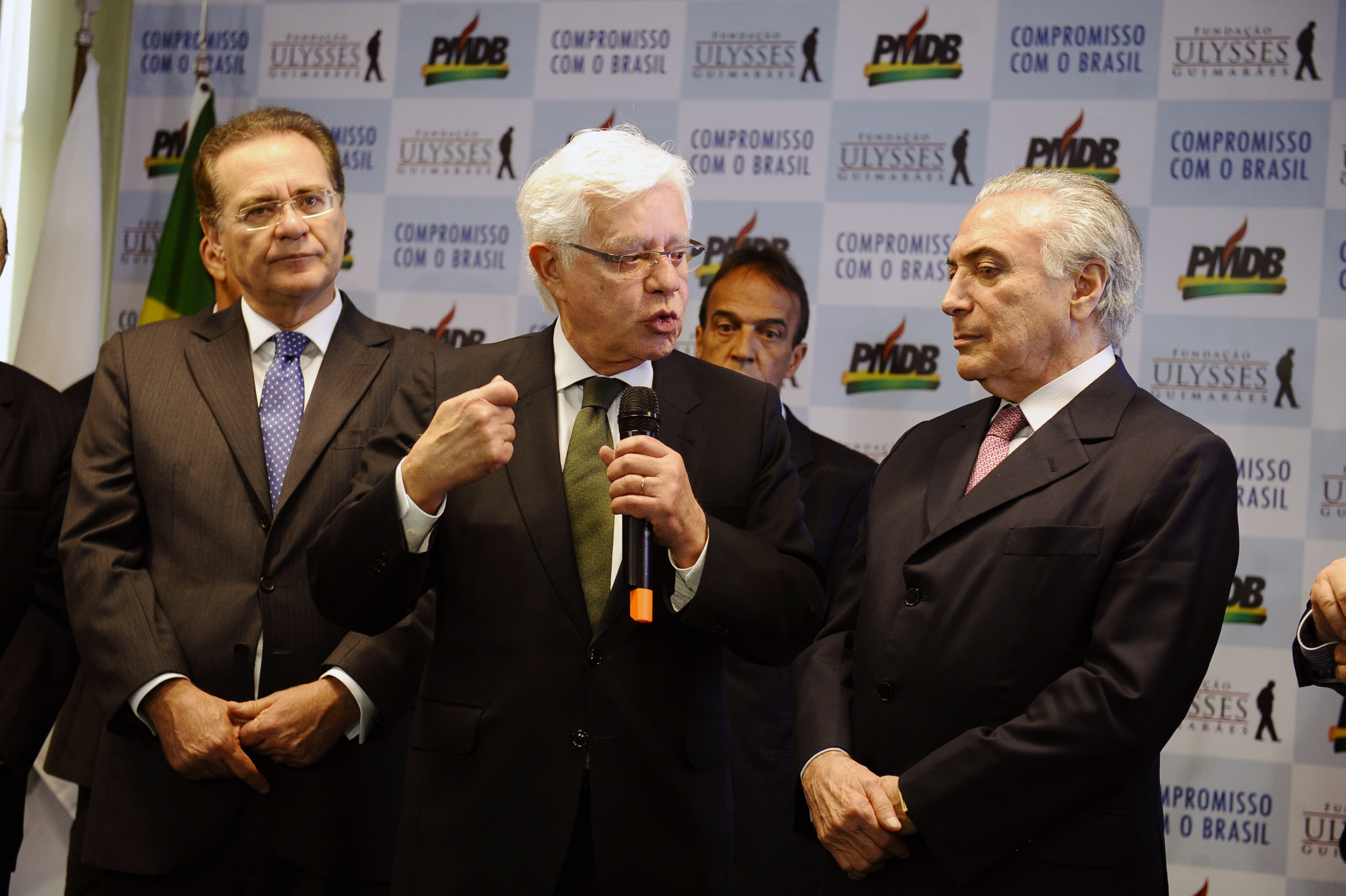
Renan Calheiros, Moreira Franco e Temer durante evento do PMDB.

Em 6 de agosto, um mês após dizer que não havia uma crise política, Temer reconheceu a gravidade da crise política e econômica e disse que era preciso que "alguém tenha a capacidade de unir o país". A frase causou estranhamento entre a presidente e o vice, e alguns ministros petistas consideraram que Temer estava conspirando contra Dilma para assumir seu cargo. Em 7 de agosto, colocou a coordenação política à disposição de Dilma, mas ela rechaçou a oferta. Temer preparava sua saída do cargo após ser desautorizado internamente e notar que a presidente havia tomado o controle das negociações. Em 21 de agosto, o jornal O Estado de S. Paulo revelou que Temer estava disposto a deixar a articulação política para aproximar-se de partidos oposicionistas, com vistas a conseguir o apoio do PSDB em um eventual governo. Poucos dias depois, ele comunicou à presidente seu afastamento da função. Em 2 de setembro, Dilma apelou a Temer para que retomasse a articulação política, mas ele rejeitou a proposta. Em 6 de setembro, Temer admitiu pela primeira vez que houve uma tentativa de "boicote" ao seu trabalho como articulador.

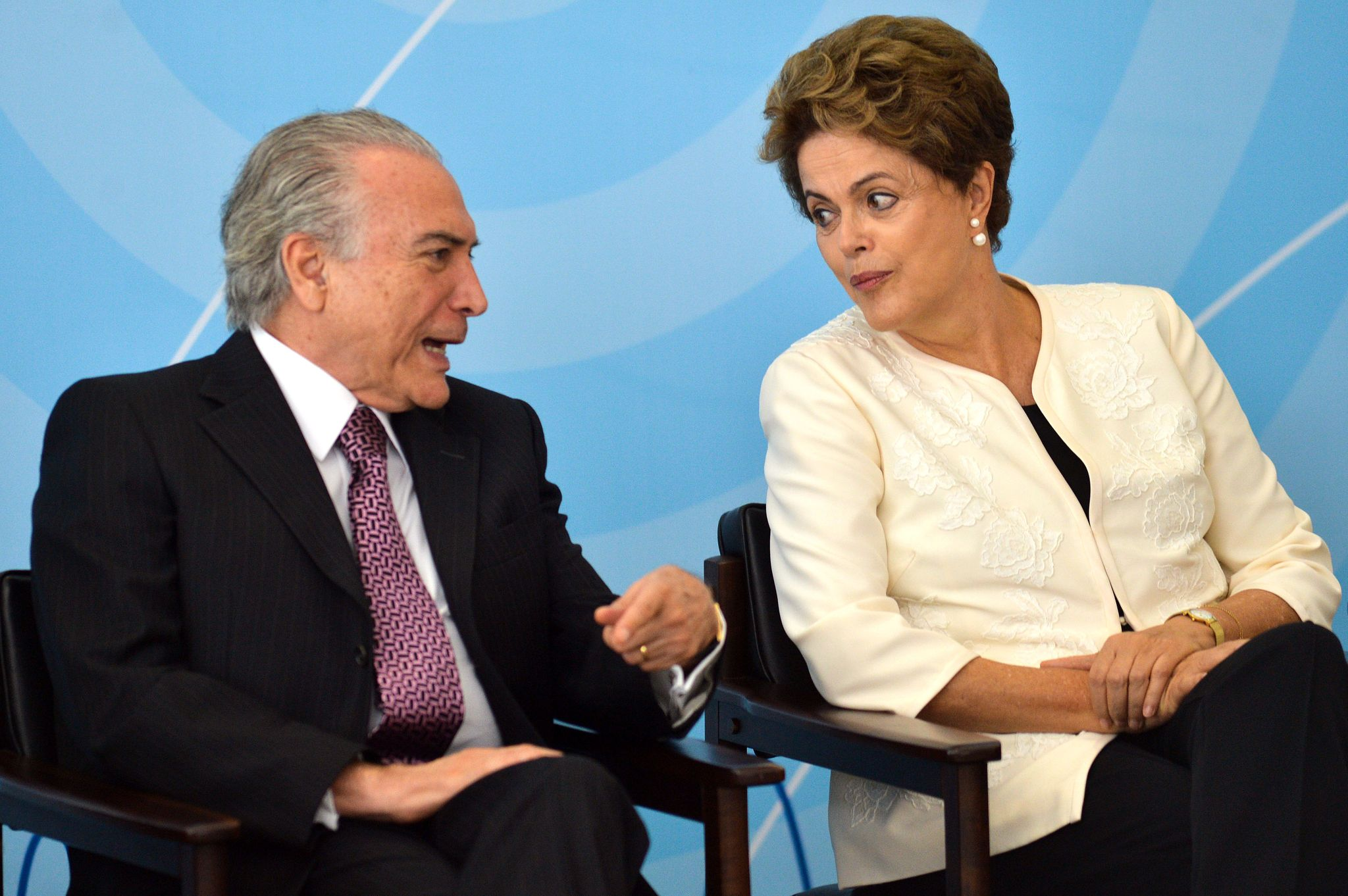
Dilma e Temer durante evento no Palácio do Planalto, em novembro de 2015

Em 26 de setembro, Temer foi o personagem central do programa partidário do PMDB. Em tom de "ultimato" ao governo, o programa disse frases como "é hora de virar esse jogo" e "deixar o estrelismo de lado". O governo ficou surpreendido com o tom crítico dos peemedebistas, e ministros do PT avaliaram que Temer apresentou-se como uma alternativa para assumir o poder. Em 2 de outubro, Dilma fez uma reforma ministerial que deu maior poder ao PMDB para garantir o apoio do partido no Congresso. No final daquele mês, o PMDB apresentou um programa de governo antagônico. Além de críticas à política econômica, o texto, chamado de "Uma Ponte para o Futuro", defendeu uma "agenda de transição econômica".
Em 2 de dezembro, Cunha aceitou a abertura do processo de impeachment de Dilma. No dia 4 de dezembro, Temer enviou uma carta à presidente Dilma reclamando de sua distância das decisões do governo. A carta começou com o provérbio em latim verba volant, scripta manent ("as palavras voam, os escritos permanecem", em português). Em seguida, Temer descreveu a comunicação como "pessoal", e citou uma série de queixas contra a presidente. Temer escreveu que Dilma o fez parecer um vice-presidente "decorativo" e afirmou que estava convicto de que a presidente não possuía confiança nele e no PMDB.

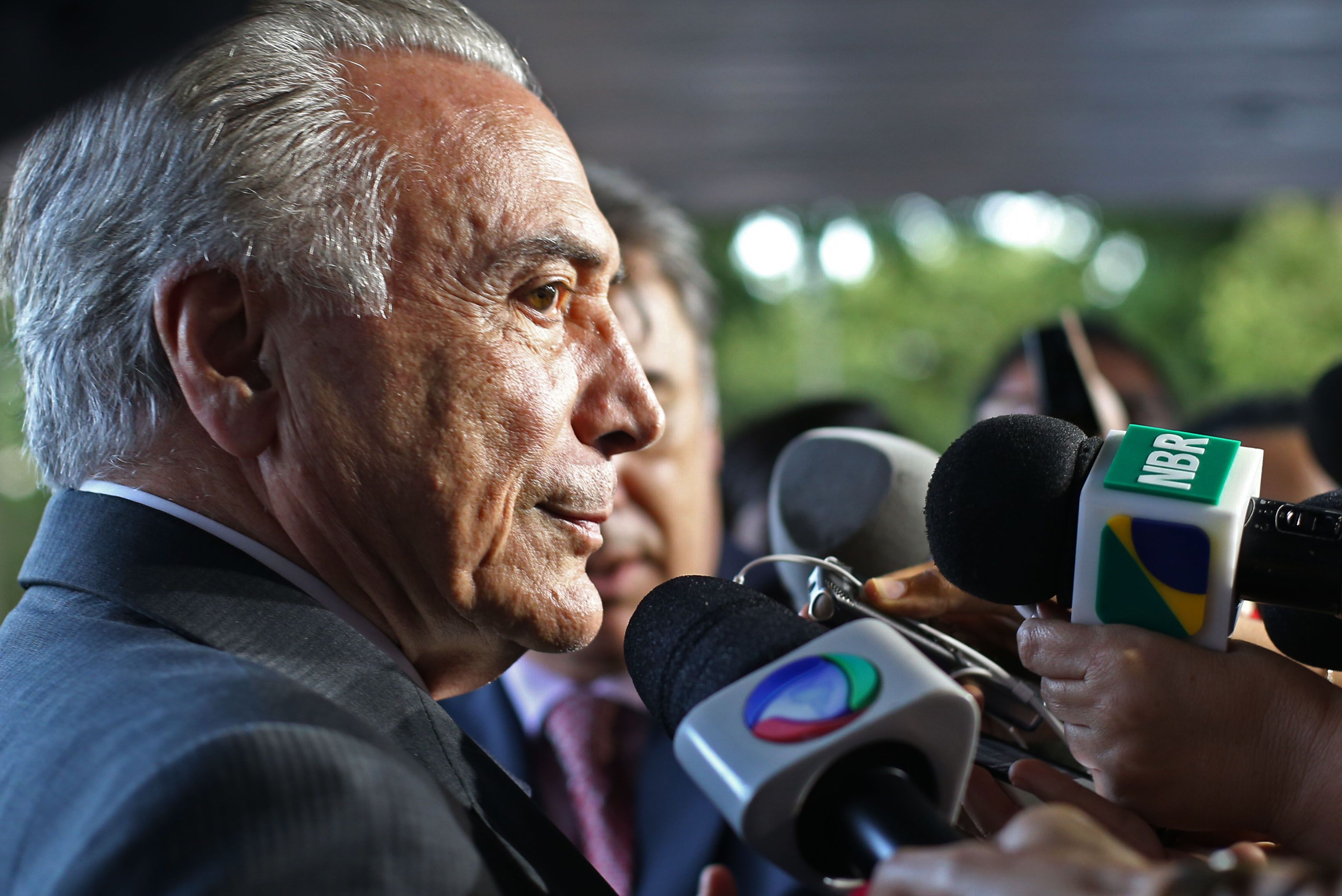
Temer falando sobre o vazamento do áudio em que comportou-se como se fosse o novo presidente, em 11 de abril de 2016

Em 12 de março de 2016, a Convenção Nacional do PMDB decidiu que o partido esperaria trinta dias para decidir se romperia com o governo. No entanto, durante esse período, nenhum político peemedebista deveria aceitar cargos no Executivo. No mesmo evento, Temer foi reeleito presidente do partido pela sexta vez com 96% dos votos totais. Em 17 de março, Dilma afrontou esta decisão ao nomear o deputado Mauro Lopes para o ministério. Em uma nota, Temer demonstrou irritação com a decisão de Dilma e não compareceu na cerimônia de posse de Lopes e do ex-presidente Lula, nomeado para a Casa Civil. Em 29 de março, com o apoio de Temer, o PMDB decidiu por aclamação pelo rompimento com o governo.
Em 6 de abril de 2016, uma decisão judicial monocrática proferida pelo ministro Marco Aurélio Mello, do Supremo Tribunal Federal, obrigou que a Câmara dos Deputados avaliasse um pedido de impeachment contra Temer apresentado pelo advogado Mariel Marley Marra, que alegava um suposto crime de responsabilidade praticado pelo vice-presidente.
Em 11 de abril, um arquivo de áudio de Temer vazou na mídia. No áudio, Temer falou como se o processo de impeachment já houvesse sido aprovado e ele fosse então o novo presidente. Ele conclamou por um "governo de salvação nacional" e refutou a tese de que cortaria programas sociais. O vazamento ocorreu pouco antes da Comissão Especial da Câmara dos Deputados votar o processo contra Dilma. O áudio gerou acusações de traição e conspiração de Temer contra a presidente; a própria Dilma o classificou vice como "chefe conspirador". Como justificativa do vazamento, Temer alegou que enviou o áudio incorretamente a um grupo de peemedebistas no WhatsApp. Para que o impeachment avançasse, Temer passou a negociar pessoalmente com os líderes partidários o apoio ao processo. Depois da aprovação da admissibilidade do processo pela Câmara dos Deputados e com o iminente afastamento temporário de Dilma pelo Senado, Temer começou a debater propostas e negociar cargos em seu governo.

## Presidente do Brasil

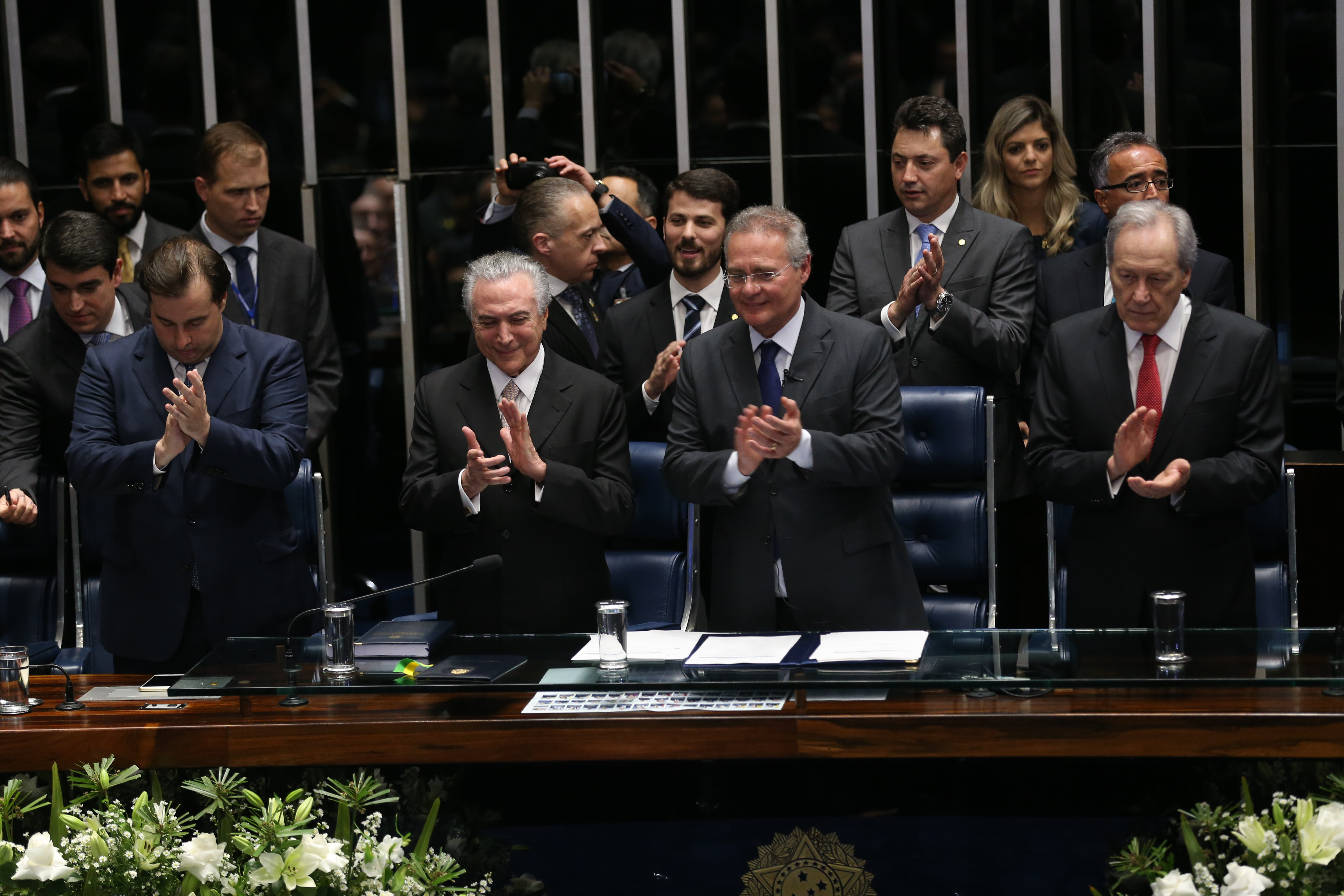
Temer, ao lado de Rodrigo Maia, Renan Calheiros e Ricardo Lewandowski durante sua cerimônia de posse presidencial em 31 de agosto de 2016.

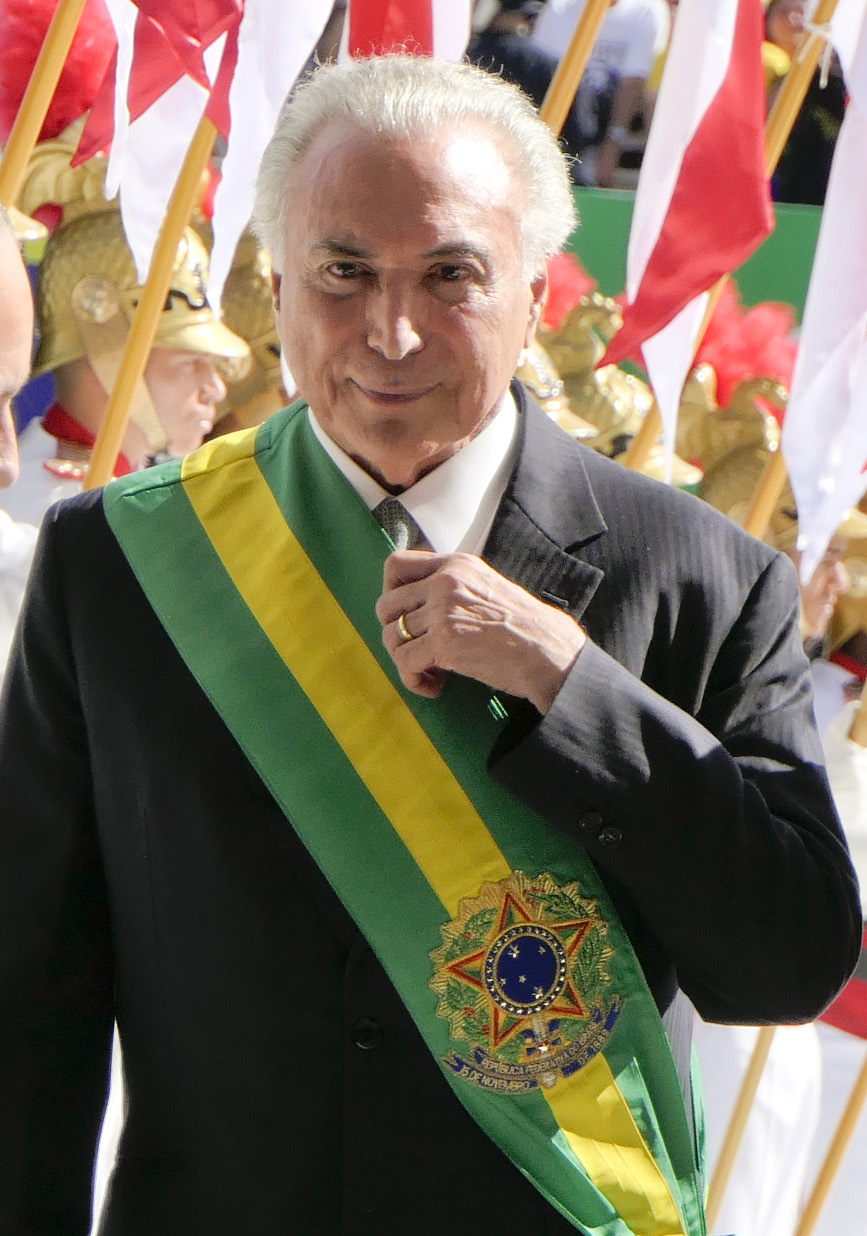
Michel Temer no cargo de Presidente da República

Após o Senado instaurar processo de impeachment de Dilma em 12 de maio de 2016, Temer foi empossado interinamente na presidência da República, convertendo-se no presidente mais idoso da história do país. Manteve essa posição até 2023, quando foi superado pelo presidente Luiz Inácio Lula da Silva. Temer foi também o primeiro presidente brasileiro descendente de árabes. No mesmo dia, empossou seu ministério, que era composto por membros do PMDB, PP, PSDB, PSD, DEM, PRB, PPS, PV, PSB, PTB e PR. O número de ministérios caiu de 32 para 23, nos quais não havia nenhuma mulher e nenhum afro-brasileiro; era a primeira vez desde o governo Ernesto Geisel que um ministério não contava com participação feminina. Na cerimônia de posse, Temer defendeu a unificação do país, um "governo de salvação nacional", medidas para superar a crise econômica, o reequilíbrio as contas públicas, os programas sociais e a continuidade das investigações da Operação Lava Jato.
Antes de assumir interinamente o governo, Temer já havia atuado na presidência do país como substituto eventual do presidente da República durante 102 dias. A primeira vez ocorreu em janeiro de 1998, enquanto era presidente da Câmara dos Deputados. Como vice de Dilma, coube a Temer substituí-la em 96 dias. Nestes períodos, ele assinou 202 decretos, 87 nomeações, 31 leis, vinte exonerações, dezesseis medidas provisórias e dois vetos a leis aprovadas pelo Congresso (um integral e um parcial).
No começo de 2017, com a morte do ministro Teori Zavascki, então relator da Operação Lavajato no Supremo Tribunal Federal, em desastre aéreo em Paraty, estado do Rio de Janeiro, Temer foi imediatamente avisado, diretamente pelo braço direito de Zavascki, Márcio Schiefler Fontes.. Para substituí-lo, o presidente indicou o jurista Alexandre de Moraes, então Ministro da Justiça. No mesmo ano, tornou-se o primeiro presidente da história do Brasil a ser denunciado pela Procuradoria-Geral da República ao Supremo Tribunal Federal no exercício do mandato, por suspeita de corrupção passiva. A PGR também denunciou Temer  por organização criminosa e obstrução de justiça. No entanto, pela Constituição brasileira, para que os processos tivessem seguimento no STF a Câmara dos Deputados deveria autorizar a abertura dos processos. A Câmara optou por rejeitar as denúncias, com isso os processos contra Temer ficaram suspensos até o fim do mandato presidencial. Após deixar a presidência, Temer foi julgado e absolvido da acusação de obstrução de justiça.

### Popularidade

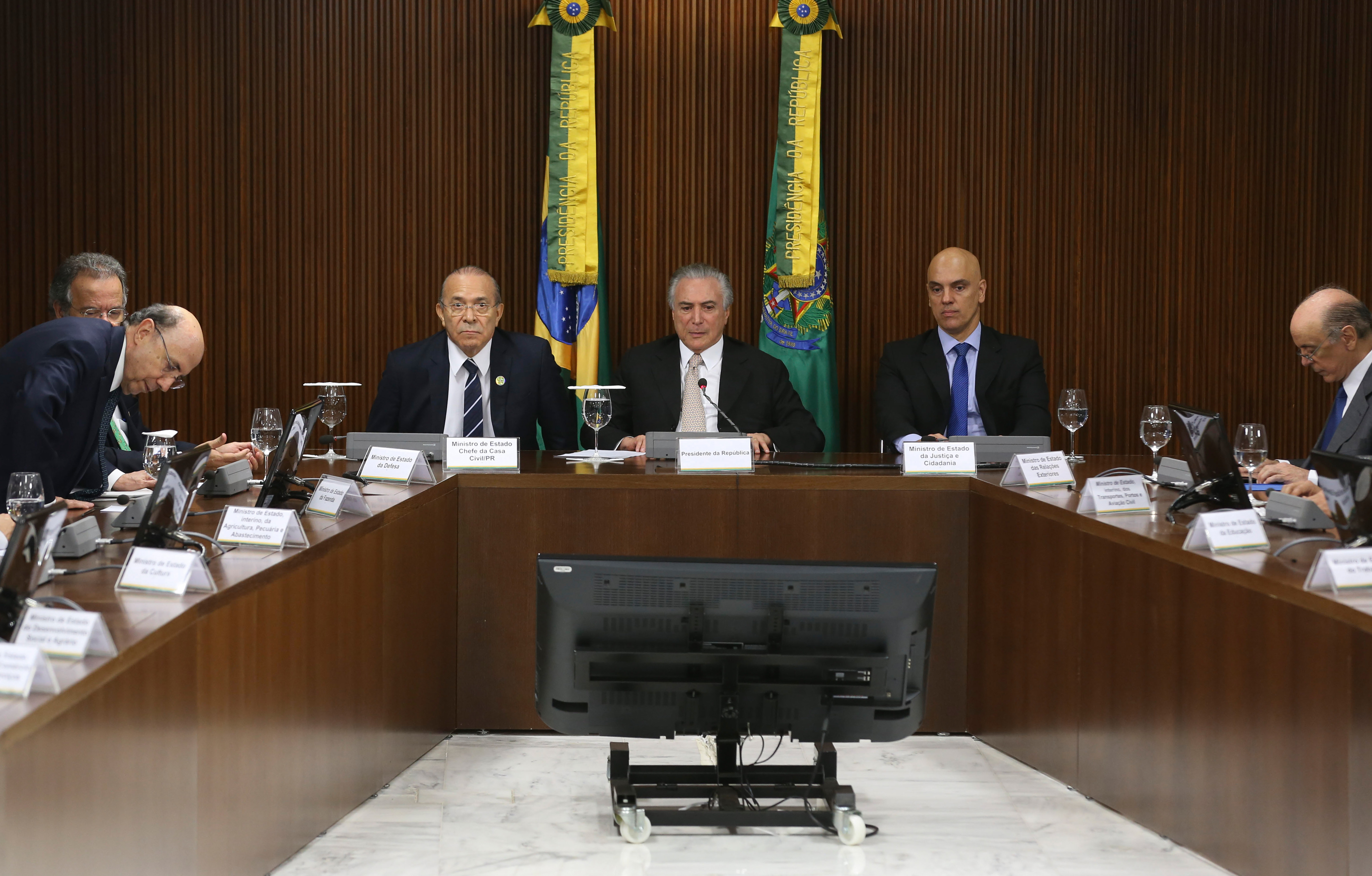
Michel Temer coordena primeira reunião com sua equipe após tomar posse na Presidência da República do Brasil

Desde que assumiu o poder, o governo Temer e o próprio presidente foram alvos de críticas, instabilidades, controvérsias e polêmicas. O período de mandato foi marcado por investigações de corrupção, comentários sobre o processo de impeachment que destituiu Dilma Rousseff do cargo, decisões políticas impopulares, composição de um gabinete com acusações de falta de representatividade e queda de ministros. Temer bateu recorde histórico de rejeição em 2017, e, já em 2018, no ano final do seu governo, uma pesquisa Datafolha mostrou a mais alta taxa de reprovação da história do instituto, que faz apurações desde a redemocratização do país, em 1985: 82% de rejeição, tornando Temer o presidente mais rejeitado da história do Brasil. Outro levantamento, desta vez internacional, mostrou, em agosto de 2017, que, com cerca de 3% de aprovação, Temer era o presidente mais rejeitado do mundo.

## Pós-presidência

### Acusações de corrupção, prisão e absolvição
Temer deixou o governo com três denúncias criminais. Foi denunciado duas vezes pela Procuradoria-Geral da República, sob Rodrigo Janot, ambas interrompidas pela Câmara dos Deputados, em 2017. O caso mais conhecido se refere à delação premiada de Joesley Batista, executivo do frigorífico JBS, tendo como consequência as denúncias da PGR. Segundo as investigações, Temer teria cometido pelo menos dois crimes: recebimento de propina, por meio de Rocha Loures, sendo denunciado por corrupção passiva, e a pretensão de barrar as investigações da Operação Lava Jato por meio de uma suposta compra de silêncio do ex-deputado Eduardo Cunha, sendo denunciado por obstrução de justiça. O partido do presidente também tomou parte nas denúncias de Rodrigo Janot, sob a alegação da incorrência de seus dirigentes, no Senado e na Câmara dos Deputados, em vários crimes de corrupção a partir de 2006, envolvendo diversos órgãos e empresas públicas. Segundo Janot, um grupo conhecido como "quadrilhão do PMDB", integrado por membros proeminentes do partido, teria recebido pelo menos 587 milhões de reais em propinas. As acusações contra Temer nesse caso foram de organização criminosa.
Outra acusação foi sobre um suposto envolvimento de Temer com irregularidades no Porto de Santos, que resultou na abertura da Operação Skala, já sob a nova procuradora-geral da República, Raquel Dodge, e na quebra do sigilo bancário do Presidente. Nos termos do processo, o Presidente teria recebido propinas de empresas do setor portuário, compensando-as com um decreto que autorizou a renovação das suas concessões por até setenta anos, e utilizado uma reforma de imóvel como modo de lavagem de dinheiro. A Polícia Federal concluiu, em 16 de outubro de 2018, as investigações do inquérito dos portos e pediu indiciamento e o bloqueio de bens do presidente. Além de Temer, sua filha Maristela Temer e o ex-assessor presidencial Rocha Loures também foram indiciados.
Os inquéritos e investigações foram retomados após a saída de Michel Temer da Presidência da República, e as sentenças foram pela absolvição das três denúncias apresentadas pela PGR.
Além dessas pendências jurídicas, o ministro Edson Fachin, relator da Operação Lava Jato no STF, incluiu Temer na investigação de um esquema de obtenção de propinas para o financiamentos das campanhas eleitorais do PMDB em 2014, no valor de catorze milhões de reais. Essa vertente consta da Lava Jato e se refere à empreiteira Odebrecht, que teria pagado propinas aos ministros Eliseu Padilha e Moreira Franco em troca de favores políticos. Em 5 de setembro de 2018, a Polícia Federal concluiu esse inquérito com o indiciamento de Michel Temer nos crimes de corrupção passiva e lavagem de dinheiro.
Em 21 de março de 2019, já após sair da Presidência, Temer foi preso em cumprimento de mandado expedido pelo juiz Marcelo Bretas, da 7.ª Vara Federal Criminal do Rio de Janeiro, responsável pela Operação Lava Jato no estado, tornando-se, assim, o segundo ex-presidente da República a ser preso pela suposta prática de crime comum. Todavia, o ex-presidente não reconhece essa prisão como um fato e chama-a de "sequestro", já que a mesma foi considerada ilegal.  Alvo de críticas por juristas, a prisão foi revogada em 25 de março pelo Tribunal Regional Federal da 2ª Região pois, de acordo com o desembargador responsável pela decisão, o motivo principal alegado por Bretas para prender o ex-presidente "simplesmente não existe." A Primeira Turma do TRF-2 deu nova ordem de prisão a Temer em 9 de maio, sendo solto 6 dias depois pela Sexta Turma do Superior Tribunal de Justiça.

### Atuação diplomática
Em 2020, o presidente Jair Bolsonaro convidou Temer para capitanear a missão humanitária do Brasil no Líbano. O grupo levou 5,5 toneladas de mantimentos, insumos, medicamentos e equipamentos hospitalares. Temer conseguiu uma autorização especial da Operação Lava Jato para viajar.
Em janeiro de 2021, mesmo após a saída de Michel Temer da presidência da República, o ex-presidente entrou nas negociações com a China, nas tratativas sobre a liberação de IFA (insumo farmacêutico ativo), para a produção das vacinas CoronaVac e Covishield contra o SARS-COV-2. Na ocasião, Temer telefonou para Li Jinzhang, ex-embaixador chinês no território brasileiro, que integra o governo de Xi Jinping. Perguntado sobre sua atuação, Michel Temer afirmou: "Até para me ajudar, porque daqui a pouco eu estou na fila".

## Controvérsias

### Denúncia do Wikileaks
Em 13 de maio de 2016, o site WikiLeaks, que revela documentos e informações confidenciais de governos e empresas, publicou em seu twitter que Michel Temer, então presidente interino do Brasil, havia atuado em 2006 como informante da embaixada dos Estados Unidos, quando era deputado federal. A revelação foi feita um dia depois de Temer ter assumido interinamente a presidência, depois da abertura do processo de impeachment contra Dilma Rousseff. Antes de assumir a presidência, Temer havia descartado a realização de novas eleições, como queriam 70% dos brasileiros, segundo as pesquisas, e buscou apoio para formar um governo de centro-direita. O WikiLeaks publicou telegramas de Christopher McMullen [en], então cônsul-geral dos Estados Unidos no Brasil, relatando ao governo norte-americano conversas que havia travado com o deputado Temer.

## Vida pessoal

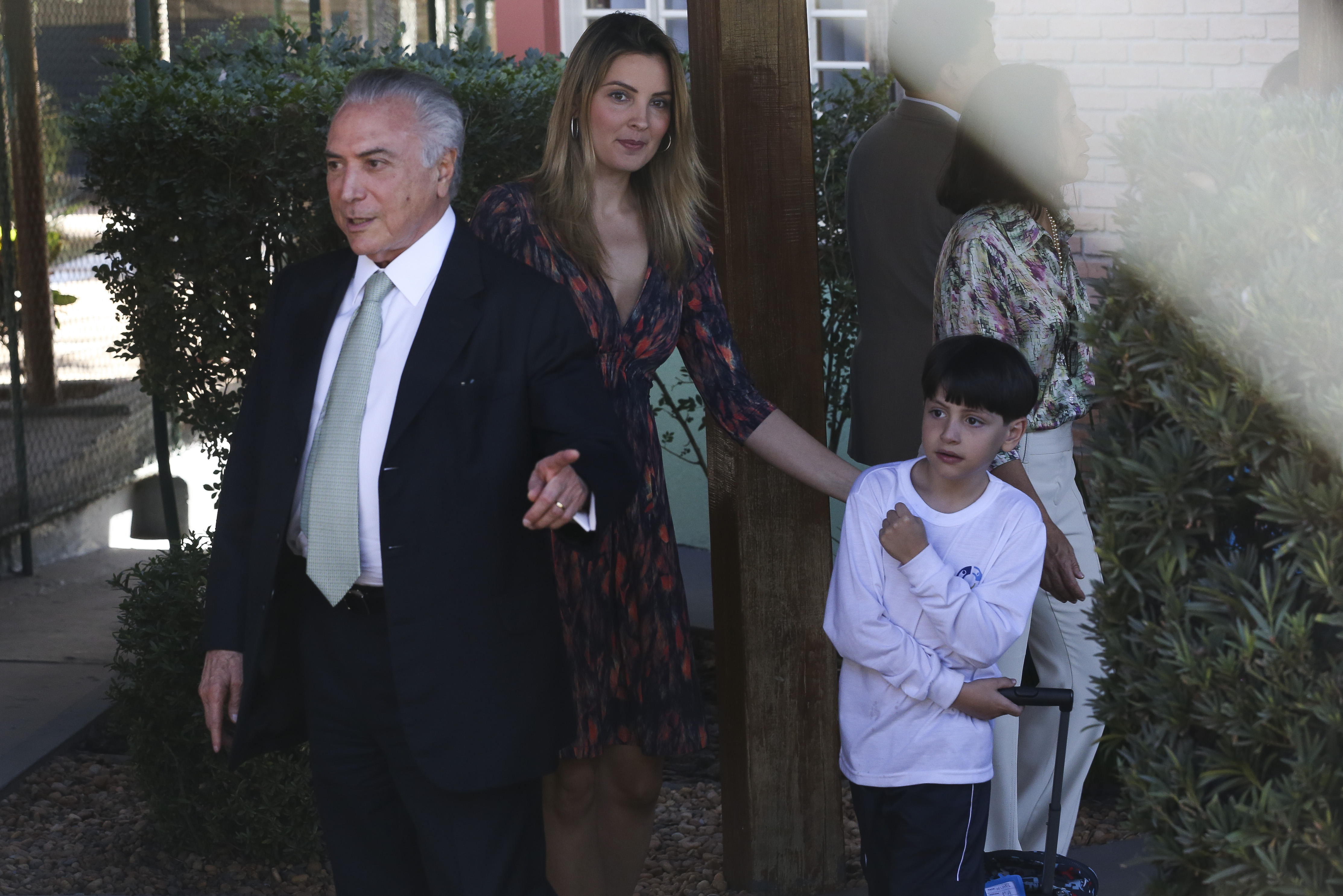
Temer, junto de sua atual esposa Marcela e o único filho do casal, Michelzinho, em 2016.

Temer foi criado por pais maronitas, mas atualmente se considera católico apostólico romano. Entre dezembro 2001 e 2015, Temer foi membro da maçonaria, chegando ao posto de "mestre" em janeiro de 2004.
De seu primeiro casamento com Maria Celia Toledo, com quem se casou na década de 1960 e de quem se divorciou em 1987, Temer tem três filhas: a jurista Luciana (1969), e as psicólogas Maristela (1972) e Clarissa (1974). Luciana possui doutorado em direito constitucional, trabalha como professora assistente na PUC-SP e chefiou a secretaria municipal de Assistência e Desenvolvimento Social de São Paulo na gestão de Fernando Haddad.
Temer também é pai de Eduardo (nascido em 1999), fruto de um relacionamento com a jornalista Érica Ferraz.
Desde 2003, é casado com Marcela Temer, ex-modelo, com quem teve Michel Filho, conhecido como "Michelzinho", nascido em 2009. A família mantém residência em Alto de Pinheiros, na zona oeste de São Paulo.

## Histórico eleitoral
| Ano  | Cargo                                                  | Partido                      | Partido | Coligação                                         | Partidos   | Votos para Temer | Votos para Temer | Votos para Temer       | Resultado       | Ref..   |
| Ano  | Cargo                                                  | Partido                      | Partido | Coligação                                         | Partidos   | Total            | %                | P.                     | Resultado       | Ref..   |
| ---- | ------------------------------------------------------ | ---------------------------- | ------- | ------------------------------------------------- | ---------- | ---------------- | ---------------- | ---------------------- | --------------- | ------- |
| 1986 | Deputado federal (por São Paulo)                       |                              | PMDB    | Sem coligação                                     | PMDB       | 43.747           | 0,31%            | 52º                    | Suplente        | [ 293 ] |
| 1990 | Deputado federal (por São Paulo)                       | Sem coligação                | PMDB    | PMDB                                              | 32.024     | 0,22%            | 56º              | Suplente               | [ 293 ]         |         |
| 1994 | Deputado federal (por São Paulo)                       | São Paulo de Todos Nós       | PMDB    | PMDB, PL, PSD                                     | 70.968     | 0,39%            | 27º              | Reeleito               | [ 294 ]         |         |
| 1998 | Deputado federal (por São Paulo)                       | Sem coligação                | PMDB    | PMDB                                              | 206.154    | 1,32%            | 4º               | Reeleito               | [ 294 ]         |         |
| 2002 | Deputado federal (por São Paulo)                       | Sem coligação                | PMDB    | PMDB                                              | 252.229    | 1,28%            | 6º               | Reeleito               | [ 294 ]         |         |
| 2006 | Deputado federal (por São Paulo)                       | Sem coligação                | PMDB    | PMDB                                              | 99.046     | 0,48%            | 54º              | Reeleito               | [ 294 ]         |         |
| 2010 | Vice-presidente do Brasil Titular: Dilma Rousseff (PT) | Para o Brasil seguir mudando | PMDB    | PCdoB, PDT, PMDB, PR, PRB, PSB, PSC, PT, PTC, PTN | 55.752.529 | 56,05%           | 1º               | Eleito (em 2º turno)   | [ 295 ] [ 296 ] |         |
| 2014 | Vice-presidente do Brasil Titular: Dilma Rousseff (PT) | Com a Força do Povo          | PMDB    | PT, PMDB, PSD, PP, PR, PDT, PRB, PROS, PCdoB      | 54.501.118 | 51,64%           | 1º               | Reeleito (em 2º turno) | [ 297 ] [ 298 ] |         |